# Cargolifter

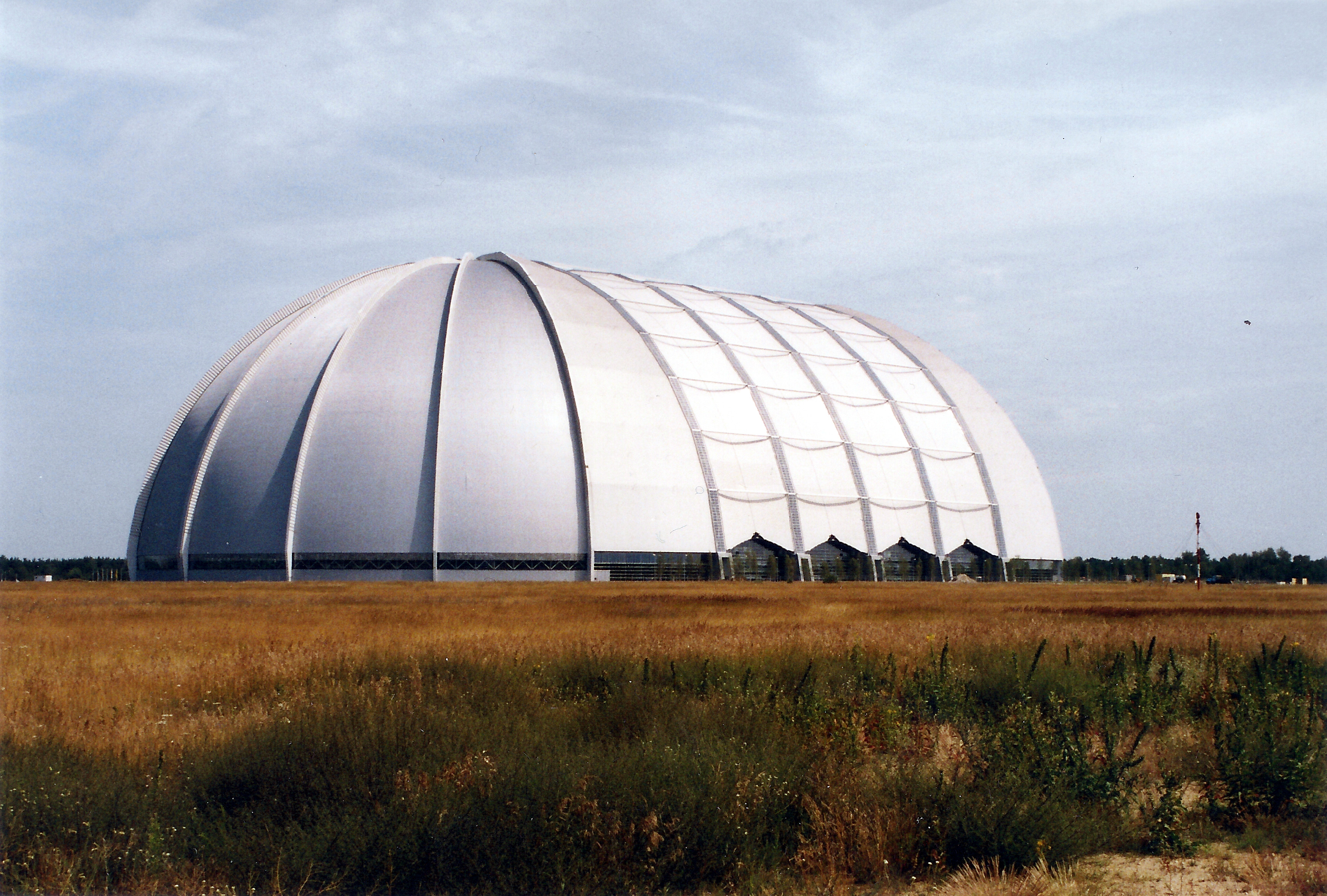
Außenansicht der Werfthalle (2001)

Die Cargolifter AG (Eigenschreibweise: CargoLifter) war ein 1996 gegründetes börsennotiertes Unternehmen, das ein Lastenluftschiff für 160 Tonnen schwere Fracht entwickeln, konstruieren und operativ betreiben wollte. Als das Unternehmen nach wiederholten Kostensteigerungen in Zahlungsschwierigkeiten geriet, verloren die Eigentümer wegen ungenügender Entwicklungsfortschritte das Vertrauen und waren nicht mehr zu Investitionen bereit. Im Juni 2002 musste Cargolifter Insolvenz anmelden.
Bekanntheit erreichte das Unternehmen auch durch seine im November 2000 fertiggestellte Cargolifter-Luftschiffhalle – mit 360 Metern Länge, 210 Metern Breite und 107 Metern Höhe das größte freitragende Gebäude der Welt. Nach dem Verkauf aus der Insolvenzmasse an einen malaysischen Konzern befindet sich seit 2004 ein tropischer Freizeitpark namens Tropical Islands in der Halle.

## Geschichte

### Vorgründungsphase
Die Ursprünge des Unternehmens CargoLifter reichen bis in das Jahr 1994 zurück. Unter Federführung des VDMA wurde 1994 eine erste Marktanalyse erstellt. Die zehn größten Anlagenbauunternehmen in diesem Verband vergaben damals jährliche Transportaufträge im Wert von über 60 Millionen DM. Bei diesen Schwerlasttransporten wurden zumeist Anlagen und Bauteile mit mehr als 100 t Gewicht und rund 25 Metern Länge transportiert. Da die Unternehmen zudem berichteten, erhebliche Probleme mit Schwerlasttransporten in Länder mit schlecht entwickelter Verkehrsinfrastruktur zu haben, entstand die Geschäftsidee des CargoLifters: Mit einem zu entwickelnden und zu bauenden Lastenluftschiff sollten zukünftig schwere Güter kostengünstiger und schneller transportiert werden.
Nach der ersten Studie wurde 1995 eine zweite Studie durchgeführt, welche die Möglichkeit von Schwerlasttransporten mittels Luftschiff in einen Vergleich zu herkömmlichen Transporttechnologien stellte und deren Nutzen herausarbeitete. Im Februar 1996 begannen kleinere Expertenteams damit, das Konzept des CargoLifters aus technischer, wirtschaftlicher sowie wissenschaftlicher Perspektive näher zu beschreiben. Im Sommer des gleichen Jahres begannen die Vorbereitungen zur Gründung eines Unternehmens, das ein Lastenluftschiff entwickeln und konstruieren sollte.

### 1996 bis 1997
Das Unternehmen wurde am 1. September 1996 in Wiesbaden gegründet und CargoLifter als Aktiengesellschaft etabliert. 90 individuelle und institutionelle Aktionäre gehörten zum Gründungskreis. Carl-Heinrich von Gablenz, der in der Vorgründungsphase eine zentrale und treibende Kraft hinter dem Projekt des Lastenluftschiffs darstellte, wurde in der Gründungsversammlung zum alleinigen Vorstand der Gesellschaft berufen. Der Stuttgarter Luft- und Raumfahrtkonstrukteur Bernd Kröplin, der Logistiker und Spediteur Rolf Riedl sowie der damalige Vorstand der ABB Kraftwerke, Heinz Herrmann, wurden als Aufsichtsräte während der Gründungsversammlung gewählt. Der Aufsichtsrat bestimmte Herrmann zudem später als Aufsichtsratsvorsitzenden.
Das Jahr 1997 war zunächst von steigenden Aktienverkäufen gekennzeichnet. Neben einzelnen Individuen zeichneten auch vermehrt Unternehmen Aktien an CargoLifter. Zur ersten ordentlichen Hauptversammlung im November 1997 wurde bekannt, dass zu den mittlerweile rund 600 Aktionären beispielsweise ABB, Siemens, Schenker und Danzas gehörten. Später gesellte sich zum institutionellen Investorenkreis auch Thyssen.

### 1998
Anfang des Jahres 1998 war der Aktionärskreis auf 1.350 Aktionäre angewachsen, die über 15 Mio. DM Eigenkapital in das Unternehmen gegeben hatten. 60 % der Unternehmensanteile hielten hierbei private Investoren, die großen Anlagenbauer kamen mit jeweils 5 % auf 15 %. Darüber hinaus hielten 20 Großspeditionen zusammen 25 %. Der Preis der nicht-börsennotierten Namensaktien wurde zudem von dem Unternehmen von 27,50 auf 32,50 DM angehoben. In der Folge wurden 2 Millionen Aktien an alte und neue Aktionäre emittiert.
Im Frühjahr des Jahres wurde durch den Aufsichtsrat der Vorstand um eine Person erweitert. Neben Carl von Gablenz wurde nun der Diplomingenieur und Absolvent eines MBA-Programmes, Karl Bangert, zum stellvertretenden Mitglied des Vorstandes berufen. Karl Bangert hatte schon als Mitglied des Expertenteams an der ersten Ausarbeitung der Idee des CargoLifters mitgearbeitet. Seit August 1997 war er auch schon Geschäftsführer der Cargolifter Network GmbH. Diese Geschäftsführertätigkeit nahm er auch weiterhin parallel zu der stellvertretenden Vorstandstätigkeit in Personalunion wahr.
Anfang Mai 1998 wurde auf dem Standort Brand (siehe Abschnitt Luftschiffhangar und dessen Standort) mit einem Fest der erste Spatenstich für die geplante Luftschiffwerft gefeiert. Mit 500 Spaten wurden dabei mit 1000 Spatenstichen die Konturen des geplanten Gebäudes von Besuchern und Aktionären ausgehoben.
Nur wenige Tage später präsentierte sich das Unternehmen dem Fachpublikum im Rahmen der Logistikmesse in Leipzig. Erstmals wurde der Öffentlichkeit hier auch das Luftschiff Joey vorgestellt, das zu dieser Zeit jedoch noch nicht flugtauglich war. Dennoch wurde das Luftschiff zusammengebaut präsentiert, indem es an der Decke der Messehalle befestigt worden war. Gezeigt wurde außer dem Luftschiff auch ein verkleinerter Laderahmen, an dem das geplante Lastaustauschverfahren demonstriert werden sollte. Das einzig fliegende Luftschiff, das CargoLifter auf der Messe Leipzig zeigen konnte, war das Solarluftschiff Lotte 3, das ferngesteuert über dem Außengelände der Messe schwebte.
Mitte des Jahres 1998 war die Zahl der Aktionäre des Unternehmens bereits auf rund 2.800 angewachsen, die dem Unternehmen 50 Mio. DM an Eigenkapital zugeführt hatten.
Weitere Bekanntheit in der Öffentlichkeit erhielt das Unternehmen bei einer Veranstaltung im Juli 1998. Es wurde vom Bundespräsidialamt eingeladen, sich auf dem „Tag der Innovation“ im Garten des Schloss Bellevue zu präsentieren. Neben CargoLifter präsentierten sich an diesem Tag noch weitere innovative deutsche Unternehmen. Initiiert wurde diese Veranstaltung von dem damaligen Bundespräsidenten Roman Herzog, der sich schon 1997 durch seine Ruck-Rede für einen Wandel in Deutschland und mehr Zukunftsdenken ausgesprochen hatte.
Im August 1998 verkündete das Unternehmen, dass der Standort für die geplante Werft von der brandenburgischen Regierung soeben gekauft worden sei. Parallel wurde bekannt gegeben, die Aktionärszahl sei auf über 4000 angewachsen.
Zum Ende des Jahres 1998 hielten 4200 Aktionäre Anteile an dem Unternehmen. Das Eigenkapital war damit auf rund 80 Mio. DM angestiegen.
Im Verlauf des Jahres hatte zudem auch die Linde AG Aktien im Wert von 120.000 DM erworben. Im Gegenzug sicherte CargoLifter zu, zukünftig mindestens 25 % jeder Heliumluftschifffüllung von Linde zu beziehen – bei damaligen Preisen hätte diese Kooperation einen Umsatz von 5 Mio. DM pro CL-160-Luftschiff für Linde bedeutet.

### 1999
Zum Jahreswechsel Anfang des Jahres 1999 erhielt CargoLifter eine 80-prozentige Ausfallbürgschaft durch den Deutschen Bundestag für die Kreditaufnahme zum Bau seiner Werfthalle.
Zur Hauptversammlung des Unternehmens, die am 10. März in der Jahrhunderthalle in Frankfurt-Höchst abgehalten wurde, beschlossen die Aktionäre einen Wechsel des Unternehmenssitzes von Wiesbaden in die Bundeshauptstadt Berlin. Zudem wurde während der Veranstaltung erfolgreich über die Verdopplung des bisherigen Grundkapitals abgestimmt. Auch genehmigten die Kapitaleigner eine Kapitalerhöhung auf dann 120 Mio. DM.
Mitte März 1999 wurde der Öffentlichkeit im Rahmen einer Tag-der-offenen-Tür-Veranstaltung erstmals das Airship Design Center präsentiert, innerhalb dessen ab dann Techniker und Ingenieure an der Entwicklung des Lasten-Luftschiffes arbeiten sollten. Dieses neu errichtete Zentrum bestand aus zwei Gebäuden und einer kleinen Halle, innerhalb derer zunächst der größen- und volumenmäßig verkleinerte Demonstrator Joey eines Kielluftschiffs fertig konstruiert werden sollte. Rund 10.000 Besucher folgten dabei der Einladung CargoLifters und besuchten das Areal der zukünftigen Produktionsstätte.
Zur Jahresmitte 1999 wurde erstmals breitere Kritik an dem Projekt CargoLifter geäußert. Ein Luftfahrtingenieur analysierte in einem Artikel den geplanten und veröffentlichten Business-Case des CargoLifters und zeigte auf, dass die von dem Unternehmen herausgegebenen Kalkulationen und Zahlen vermutlich wesentlich zu gering seien. Diese Kritik äußerte der Journalist auch in einem Interview, das er mit dem Vorstandsvorsitzenden der Gesellschaft, Carl von Gablenz, führte.
Ebenfalls Mitte des Jahres 1999 gaben das Unternehmen und der brandenburgische Wirtschaftsminister Burkhard Dreher bekannt, dass CargoLifter sich als Projekt auf der Expo 2000 präsentieren werde.
Von finanzieller Seite her lief zu dieser Zeit die dritte Privatplatzierung von Aktien. Der Preis der Vinkulierten Namensaktie wurde dafür auf der vorhergegangenen Hauptversammlung auf nunmehr 25 Euro (~ 48,90 DM) festgelegt. Der Preis bei der zweiten Platzierung hatte noch bei 40 DM gelegen. Zu diesem Zeitpunkt hielten rund 5300 Aktionäre Anteile an dem Unternehmen. In einem Gespräch mit der Süddeutschen Zeitung erwähnte ein für die Finanzplanung zuständiger Mitarbeiter, dass die CargoLifter AG zu einer der größten nicht an der Börse notierten Gesellschaften in Deutschland zähle.
Im August 1999 setzte sich erstmals ein längerer Artikel im Magazin Der Spiegel mit der Cargolifter AG auseinander. Neben der Darstellung der Werfthalle und des generellen Geschäftszwecks des Unternehmens wurde auch Kritik an dem Unternehmen geäußert. Dargestellt wurde einerseits, dass der von CargoLifter genannte Zeitplan für die Entwicklung des Luftschiffs kaum realisierbar sei. Andererseits wurde aufgezeigt, dass die erste Version des Lastenluftschiffs noch nicht langstreckentauglich sein werde, da CargoLifter für dieses erste Exemplar noch keine Ballastwassergewinnungsanlage zur Verfügung haben werde. Darüber hinaus wurde in diesem Artikel dargelegt, dass seitens der Firma Zeppelin Luftschifftechnik die Erfolgschancen des Projektes als gering eingeschätzt würden. Einerseits wurden hier enorme technische Hürden genannt, andererseits kam eine Studie der Zeppelin Luftschifftechnik zu dem Ergebnis, dass die Transportkosten eines CargoLifters um den Faktor 10 über denen herkömmlicher und etablierter Transportsysteme wie Lkw, Schiff oder Flugzeug lägen.
Mitte September 1999 wurde Carl von Gablenz als Vorstandsvorsitzender stellvertretend für die Cargolifter AG als Entrepreneur des Jahres ausgezeichnet.
Im Oktober feierte das Unternehmen ein sogenanntes Bogenfest. Die ersten zwei von insgesamt fünf 107 m hohen Stahlbögen der im Bau befindlichen Luftschiffhalle waren bis dahin errichtet. Rund 25.000 Besucher strömten zu diesem öffentlichen Ereignis CargoLifters. Anwesend war bei dem Ereignis unter anderem der stellvertretende brandenburgische Regierungschef Jörg Schönbohm, der viele lobende Worte für das Unternehmen und dessen Vorhaben äußerte.
Nur wenige Tage später konnte das Unternehmen einen weiteren Meilenstein feiern: Das Experimentalluftschiff Joey hob am 18. Oktober 1999 gegen 17:45 Uhr Ortszeit zu seinem Jungfernflug ab, nachdem es vom Luftfahrt-Bundesamt Anfang Oktober eine vorläufige Verkehrszulassung erhalten hatte. Während des 16-minütigen problemlosen Testflugs flog der Testpilot als einzige Person an Bord einige Runden über das Werftareal von CargoLifter.
Ebenfalls im Oktober verkündete das Unternehmen einen Personalstand von 154 Mitarbeitern; „Experten aus der ganzen Welt“ seien für das Unternehmen abgeworben worden.
Gegen Ende des Jahres hatte das Unternehmen rund 10.000 Aktionäre. Als institutioneller Investor hatte mittlerweile auch der Luft- und Raumfahrtkonzern DASA Anteile an CargoLifter erworben.

### 2000
Zu Beginn des Jahres 2000 gab das Unternehmen bekannt, zur im März anstehenden Hauptversammlung detaillierte Pläne über den geplanten Börsengang und das Bankenkonsortium bekanntzugeben. Erstmals öffentlich bekanntgegeben wurde auch, dass ein britischer Pensionsfonds, Henderson, rund 5 % der Anteile an CargoLifter halte und damit der größte Einzelaktionär sei.
Anfang Februar gab CargoLifter bekannt, im Bereich der Informationstechnologie und Telekommunikation eng mit IBM, Cisco und E-Plus zusammenzuarbeiten. Vertreter der Unternehmen verbreiteten, dass es sich bei dieser Kooperation jedoch um keine finanzielle Beteiligung handele. Auf der nur wenige Monate später in Hannover stattfindenden CeBIT-Computermesse war über dem Messestand von IBM ein Miniatur-Luftschiff mit IBM-Logo aufgehängt.
Im März des Jahres 2000 standen mehrere größere Ereignisse an. Anfang des Monats verfügte CargoLifter über 13.000 Aktionäre, die insgesamt rund 300 Mio. DM Eigenkapital in das Unternehmen eingezahlt hatten. Nach Unternehmensangaben war CargoLifter damit das größte nicht-börsennotierte Unternehmen Deutschlands.
Auf der Hauptversammlung am 11. März kündigte die Unternehmensleitung erstmals detailliertere Pläne für den anstehenden Börsengang an. Neben dem anvisierten zweiten Quartal wurde auch das betreuende Bankenkonsortium aus Commerzbank, Bayerischer Landesbank, Schroders sowie Hauck & Aufhäuser vorgestellt.
Der Börsengang von CargoLifter stand im Mai 2000 an und wurde von einer hohen medialen Aufmerksamkeit begleitet. Die Börsenneueinführung stand dabei unter ungünstigen wirtschaftlichen Rahmenbedingungen. So war beispielsweise der Neue Markt seit seinem historischen Höchststand stark gefallen. Auch die sogenannte Dotcom-Blase war bereits im März 2000 „geplatzt“.
Mitte Mai gaben CargoLifter und die betreuenden Banken die Bookbuilding-Spanne für die zu emittierenden Aktien bekannt. Die aus einer Kapitalerhöhung stammenden maximal 935.000 Aktien konnten zwischen dem 16. und 24. Mai von Investoren gezeichnet werden. Das Unternehmen peilte hierbei eine Spanne von 14 bis 18 Euro an. Bis zum Abschluss der Privatplatzierung und Bekanntgabe der offiziellen Börseneinführung hatte CargoLifter rund 16.000 Anteilseigner.
Während der Bookbuilding-Spanne wurde der Öffentlichkeit auch die Gesamtinvestitionssumme des Projektes mitgeteilt: Bis zum Erreichen der Serienproduktion würden zwei Prototypen und zwei Vorserienmodelle des Lastenluftschiffs nötig, die mit den Investitionen für das Werftareal insgesamt mit rund 1 Milliarde DM veranschlagt wurden.
Am Dienstag, den 30. Mai 2000, wurde die CargoLifter-Aktie erstmals im amtlichen Handel unter der Wertpapierkennnummer 540261 notiert. CargoLifter hatte sich bei der Erstnotiz bewusst gegen eine Platzierung im Marktsegment des Nemax entschieden. Der Emissionspreis betrug 15 Euro und die Aktie entwickelte sich in einem mäßigen Marktumfeld relativ stabil und schloss bei 14,50 Euro. Ursprünglich hatte das Unternehmen geplant, mit dem Börsengang rund 250 Mio. DM zu erlösen. Tatsächlich wurden beim Börsengang jedoch nur 89,2 Mio. US-Dollar (~188,2 Mio. DM) erlöst.
Begleitet war der Börsenstart von dem einen Tag vor der Neuemission im Magazin Der Spiegel erschienenen Bericht über das Unternehmen und den anstehenden Börsengang. Zwar wurde das Unternehmen durchaus positiv dargestellt und gar von einem „der spektakulärsten Börsengänge der deutschen Wirtschaftsgeschichte“ gesprochen. Daneben diskutierte der Magazinbericht jedoch auch die im Börsenprospekt genannten Projektrisiken, weitere mögliche technische Probleme sowie die Aktienoptionen, die manchen Personen aus dem obersten Führungsteam im Zuge des Börsengangs zugestanden worden waren.
Anfang Juni 2000 wurde das Werftgelände von CargoLifter in Brandenburg als Außenstandort offiziell Teil der Weltausstellung Expo 2000. Parallel dazu wurde ein Besucherzentrum auf der Baustelle der Werft offiziell eröffnet, wodurch der Öffentlichkeit Führungen über die Baustelle und das Areal angeboten wurden. Gegen Ende des Monats gab Noël Forgeard, damaliger Geschäftsführer von Airbus, auf einer Pressekonferenz in Paris bekannt, dass geprüft werde, für das in Planung befindliche Flugzeug A3XX (später A380 genannt) ein CL-160-Luftschiff einzusetzen, um damit den innereuropäischen Transport von Flugzeugbauteilen für das Großflugzeug zu realisieren.
Zu Beginn des Monats September 2000 stattete der damalige Bundeskanzler Gerhard Schröder im Rahmen einer Sommerreise durch Ostdeutschland CargoLifter einen Besuch ab. Während einer einstündigen Führung über das Werftgelände war der Bundeskanzler, der von vielen Journalisten und dem brandenburgischen Ministerpräsidenten Manfred Stolpe begleitet wurde, nach Medienberichten sichtlich von der Baustelle und den Ausmaßen des in Entstehung befindlichen Luftschiffhangars fasziniert.
Mitte September feierte CargoLifter zudem ein sogenanntes Torfest. Bei diesem Tag der offenen Tür wurde mit 6000 Besuchern die Komplementierung der beiden Hangartore der im Bau befindlichen Werfthalle gefeiert. Während der Feierlichkeiten wurde zudem das wenige Monate zuvor erworbene Skyship 600 durch Bundesverkehrsminister Reinhard Klimmt getauft.
Im Oktober 2000 wurde am Unternehmensstandort Brand die Energiezentrale, die von der CargoLifter-Tochtergesellschaft Energieversorgung Brand betrieben wurde, erstmals in Betrieb genommen.
Mitte November 2000 gab die Deutsche Börse bekannt, dass die Aktie der Cargolifter AG mit Wirkung zum 18. Dezember in den MDAX aufgenommen werde. In diesem Aktienindex der wichtigsten 70 deutschen Nebenwerte wurde durch die Fusion von SKW Trostberg mit der Degussa ein Platz frei. Die Aufnahme von CargoLifter basierte damit lediglich auf dem Handelsvolumen der Aktie.
Ende November 2000 stand das für das Unternehmen bedeutendste Ereignis seiner Geschichte an. Während zwei Veranstaltungen wurde die Fertigstellung der Werfthalle offiziell gefeiert. Am Mittwoch, den 22. November, wurde während einer Veranstaltung mit rund 500 Vertretern aus Politik und Wirtschaft die Übergabe der Halle an das Unternehmen zelebriert. Zu den geladenen Gästen gehörten unter anderem Manfred Stolpe und Wolfgang Fürniß, aber auch 50 Diplomaten und Vertreter von in Berlin ansässigen Botschaften erschienen zu dem Ereignis.
Die zweite Veranstaltung zur Feier der Halleneröffnung fand am Samstag, den 27. November, statt. CargoLifter hatte hierbei seine Aktionäre und die breite Öffentlichkeit zu einer zehnstündigen Feier eingeladen. Obgleich die Gäste 150 DM Eintritt bezahlen mussten, erschienen 10.000 Personen, die dem von Moderator Volker Hirth präsentierten Programm folgten.
Die Feierlichkeiten zur Fertigstellung der Luftschiffhalle wurden nicht nur von einer breiten und für das Unternehmen vorteilhaften medialen Berichterstattung begleitet. Am 21. und am 23. November setzte sich die Financial Times Deutschland in großen Artikeln mit dem Luftschiffprojekt und dessen Risiken auseinander. Insbesondere der zweite Artikel erhielt hierbei eine hohe Perzeption – so war der ganzseitige Artikel mit einer Zeichnung eines abstürzenden Luftschiffs versehen.
Parallel zur Halleneröffnung wurde auf einer Pressekonferenz am 22. November das zu dem Zeitpunkt noch als Towtech bezeichnete Projekt des CL-75-Lastenballons erstmals der Öffentlichkeit vorgestellt.
Gegen Ende des Jahres 2000 endete zum 1. Dezember eine Sperrfrist für Altaktionäre. Jene Aktionäre, die bereits während der Privatplatzierungsphase Aktien an CargoLifter gehalten hatten, hatten sich vor dem Börsengang zu einer freiwilligen sechsmonatigen Haltefrist verpflichtet. Nachdem der Aktienkurs im August seinen absoluten Höchstwert i. H. v. 27,60 Euro erreicht hatte, war er in der Folgezeit wieder gesunken. Am Tag des Auslaufens der Haltefrist fiel der Kurs um 10 % auf den Wert von 14,40 Euro und erreichte erstmals einen Betrag unter dem Erstausgabewert.
Mitte Dezember 2000 begann eine über mehrere Monate andauernde und öffentlich ausgetragene Auseinandersetzung der CargoLifter AG mit dem Luftfahrtjournalisten Heiko Teegen. Der Herausgeber des Luftfahrtmagazins Pilot und Flugzeug äußerte zu Beginn der Auseinandersetzung öffentlich Kritik an der generellen Realisierbarkeit des Luftschiffprojektes. Insbesondere seien die vom Unternehmen im Börsenprospekt angegebenen technischen Leistungsdaten des geplanten CL-160-Luftschiffes fehlerhaft, was den Redakteur dazu veranlasste, einen Brief an Brandenburgs Wirtschaftsminister Wolfgang Fürniß zu verfassen, um diesen aufzufordern, die Fördermittel an CargoLifter nicht weiter auszuzahlen. Die Geschäftsführung der CargoLifter AG reagierte auf diese Kritik mit einer öffentlichen Gegendarstellung, in der die technische Kritik als unbegründet zurückgewiesen wurde. Parallel dazu wurde gegen den Redakteur Strafanzeige wegen möglicher Verleumdung und eines Verstoßes gegen das Börsengesetz erstattet.
Kurz vor dem Jahreswechsel berichtete die Financial Times Deutschland, welche sich auf interne Unternehmensdokumente berief, dass der erste Prototyp des CL-160-Luftschiffs leistungsmäßig eine geringere Auslegung haben würde als bis dato öffentlich durch CargoLifter angekündigt. Statt auf ursprünglich 160 Tonnen Nutzlast und 10.000 km Reichweite würde der erste Prototyp nur auf 129 Tonnen Nutzlast und maximal 4.680 Kilometer Reichweite ausgelegt werden. Durch das Unternehmen wurde zudem verkündet, dass insbesondere ein Einsatz innerhalb eines 3000-km-Radius wirtschaftlich am profitabelsten sei, womit diese Leistungsverringerung begründet wurde. CargoLifter hatte diese Unternehmensdokumente und geänderten Daten insbesondere als Reaktion auf den Herausgeber des Luftfahrtmagazins Pilot und Flugzeug auf die Unternehmens-Website gestellt, da dieser seine Kritik an CargoLifter noch einmal verstärkt wiederholt hatte. Der Kritiker hatte einen zweiten Brief an den Wirtschaftsminister des Landes Brandenburg gesendet und dem Unternehmen erneut die Kommunikation von falschen Zahlen und falschen technischen Daten vorgeworfen.

### 2001
Der Streit des Unternehmens mit Heiko Teegen hielt auch im Januar des Jahres 2001 an und wurde in den Medien höchst öffentlich dargestellt. CargoLifter reagierte zum Jahreswechsel auf die Kritik, indem unternehmensexterne Branchenexperten sowie Betriebsingenieure öffentlich technische Daten und Planungen des Unternehmens präsentierten. In den Medien und in der Öffentlichkeit kamen zu dem Zeitpunkt jedoch Zweifel auf, ob das Unternehmen an seinem ambitionierten Zeitplan für die Entwicklung des Luftschiffs CL-160 festhalten könne.
Mitte des Monats gab die Staatsanwaltschaft Berlin bekannt, dass sie die Anzeige des Luftfahrtjournalisten mangels eines hinreichenden Anfangsverdachts nicht weiter verfolgen würde, sodass dessen Strafanzeige wegen Subventionsmissbrauchs und Verstoßes gegen das Börsengesetz erfolglos blieb.
Ebenfalls Mitte Januar wurde in der Luftschiffhalle der in Amerika entworfene und konstruierte Towtech-Transportballon nach Medieninformationen erstmals mit Luft „aufgeblasen“. Die tatsächliche Befüllung mit Helium folgte jedoch erst im August.
Wenige Tage vor der für den 23. Januar angesetzten Bilanzpressekonferenz gelangten weitere für das Unternehmen schlechte Nachrichten an die Öffentlichkeit. Airbus verkündete über eine Pressesprecherin, dass sich das Unternehmen gegen die Verwendung eines CL-160-Luftschiffes für den Transport von Einzelteilen des Flugzeuges A 380 entschieden habe. Zudem vermeldeten börsennahe Zeitungen, dass die Unternehmensleitung von ihrer ambitionierten Zeit- und Kostenplanung für das technische Entwicklungsprojekt abrücken werde. Von technischer Seite her wurde zudem bekannt, dass der CL-160 in seiner aktuellen Entwurfsplanung weniger, dafür aber schwenkbare Triebwerke erhalten würde. Statt 16 wurden in dem aktuellen Planungsentwurf nur noch 8 oder 10 Turbinen pro Luftschiff eingeplant. Statt der vorgesehenen Dieselaggregate würden die nun vorgesehenen Motoren Gasturbinen sein.
Während der Bilanzpressekonferenz verkündete die Unternehmensführung, dass CargoLifters Liquiditätssituation noch für ein volles Unternehmensjahr reichen würde. Aus diesem Grunde wurde für die kommende Hauptversammlung angekündigt, dort die Ausgabe von Wandel- oder Optionsschuldverschreibungen billigen zu lassen. Darüber hinaus wurden während dieser Pressekonferenz genauere Details zu dem geplanten Geschäftsmodell verkündet, indem geplant wurde, CL-160-Luftschiffe an Leasinggesellschaften zu verkaufen, um so ein Sale-and-lease-back-Verfahren einzusetzen. Der bis dato als Towtech bezeichnete Lasten-Transportballon wurde während dieser Veranstaltung erstmals CL-75 Towtech genannt.
Anfang März 2001 verkündete das Unternehmen Liebherr, das seit 1997 zusammen mit CargoLifter an der Konzeption des Lastaufnahmerahmens für das CL-160-Luftschiff gearbeitet hatte, seinen Rückzug aus der Kooperation. Zur gleichen Zeit erklärte die CargoLifter-Unternehmensführung dem Vorschlag des damaligen FDP-Landesvorsitzenden des Bundeslandes NRW Jürgen Möllemann, ein CL-160 für den Atommülltransport von Castor-Transportbehältern zu benutzen, eine deutliche Absage.
Einen Tag vor der Hauptversammlung des Jahres 2001 gab das Unternehmen bekannt, die Triebwerke für das CL-160-Luftschiff bei General Electric beziehen zu wollen. CargoLifter unterzeichnete hierzu mit dem GE-CEO Jack Welch einen Vorvertrag über die Lieferung und Wartung von bis zu 50 CT7-8-Turboshaft-Triebwerken. Die Absichtserklärung enthielt zudem Informationen über eine mögliche Zusammenarbeit bei der Entwicklung des Luftschiffes. Eine finanzielle Beteiligung durch GE erfolgte jedoch nicht. Der amerikanische Technologiekonzern sicherte lediglich die Unterstützung mit Ressourcen und Know-how zu. Die Ankündigung des Vertrages mit GE wurde in der Branche mit großer Überraschung aufgenommen, da lange Zeit Rolls-Royce mit dem Turbomeca-RTM322-Triebwerk als Favorit gegolten hatte.
Auf der Hauptversammlung, die am 17. März 2001 stattfand, musste CargoLifter öffentlich erklären, dass die Luftschiffentwicklung erneut einer Kostensteigerung von zusätzlichen 80 Mio. Euro unterliege. Nach damaligem Stand der Kommunikation bleibe davon jedoch die Zeitplanung bis zur Indienststellung des Luftschiffes unberührt. Für die gesamte Profitabilität des Konzerns wurde angekündigt, dass zukünftig der CL-75-Lastenballon verkauft werden solle, so dass liquide Mittel in das Unternehmen gebracht werden könnten.
Heinz Herrmann, Aufsichtsratsvorsitzender von CargoLifter, gab während der Hauptversammlung zudem für die Öffentlichkeit überraschend bekannt, dass der CargoLifter-Vorstand zukünftig auf drei Personen erweitert werden solle. Insbesondere würde ein neues Mitglied gesucht, das als Technikvorstand neu in die Gesellschaft berufen werden könnte.
Der April des Jahres 2001 war erneut von öffentlicher Kritik an dem Unternehmen geprägt. Einerseits veröffentlichte das Magazin Der Stern einen kritischen Beitrag über die Zukunftsperspektiven von CargoLifter. Breite öffentliche Bekanntheit erreichte der Artikel jedoch erst, nachdem der Vorstandsvorsitzende von CargoLifter auf der Unternehmens-Website in Reaktion auf diesen Zeitschriftenartikel einen offenen Brief veröffentlichte, sich darin mit dem Artikel auseinandersetzte und zudem die Zunft der Journalisten als „Negativjournalisten“ kritisierte.
Andererseits trat erneut der Herausgeber der Flugzeitschrift Pilot und Flugzeug, Heiko Teegen, in Aktion und erstattete eine Strafanzeige gegen den Vorstandsvorsitzenden von CargoLifter. Teegen warf Carl von Gablenz vor, im Dezember 2000 vor Gericht eine falsche Eidesstattliche Versicherung abgegeben zu haben. Zum Jahresende 2000 hatte die CargoLifter AG eine Einstweilige Verfügung gegen den Kritiker erwirkt, zog diese jedoch im Februar 2001 auf dringende Empfehlung des Landgerichts Berlin zurück. Bestandteil der Verfügung war eine Eidesstattliche Versicherung des Vorstandsvorsitzenden, nach der die Erprobungszeit des CL-160-Luftschiffes rund acht Jahre dauern würde. Diese genannte Erprobungszeit hätte jedoch auf den Beginn der Serienproduktion im Jahr 2011 hingewiesen, was im deutlichen Widerspruch zu dem sonst vom Unternehmen kommunizierten Plan stand, Ende des Jahres 2004 mit der Serienproduktion des Luftschiffes starten zu wollen.
Im Juli 2001 verkündete CargoLifter eine Vertragsunterzeichnung mit BAE Systems, die für das CL-160-Luftschiff Systeme der Flugsteuerung, Instrumentierung, Navigation und Kommunikation zuliefern würden. Auch verkündete die CargoLifter Presseabteilung, dass das hauseigene Skyship 600 im August die deutsche Flugzulassung durch das Luftfahrt-Bundesamt erhalten solle und dann mit bis zu neun zahlenden Personen Rundflüge anbieten könne.
Von technischer Seite konnte das Unternehmen eine Erfolgsmeldung verkünden. In Kooperation mit dem Hochspannungslabor der Technischen Universität Cottbus hatte die CargoLifter Development an einem heliumgefüllten Luftschiff-Modell im Maßstab 1:25 die optimale Anordnung von Blitzableitern an der Luftschiffhülle überprüft und dabei die Blitzschutz-Tests erfolgreich abgeschlossen. Auch der Bundeskanzler Gerhard Schröder kam im Rahmen dieser Universitätskooperation erneut mit CargoLifter in Kontakt. Bei einem Besuch des Regierungschefs Anfang Juli nahm dieser als Beobachter auch an den Blitzschutzversuchen teil.
Zwei wichtige Meilensteine in der Unternehmensgeschichte erreichte das Unternehmen im August 2001. Das Luftfahrt-Bundesamt erteilte der Tochtergesellschaft CL Development die Zulassung als Instandhaltungsbetrieb nach europäischem Luftrecht. Diese Zulassung erlaubte es dem Unternehmen, eigenverantwortlich plan- und außerplanmäßige Wartungen an musterzugelassenen Luftschiffen vorzunehmen.
Darüber hinaus gelang es dem Unternehmen, den CL-75-Ballon erstmals mit Helium zu befüllen. Während eines 38-stündigen Vorgangs wurde die Hülle dieses größten jemals gebauten Aerostaten zunächst mit Umgebungsluft prall gefüllt und im Anschluss über eine Schichtungsmethode (durch niedrigere Dichte von Helium gegenüber Luft) die 110.000 m³ Luft durch Helium ersetzt.
Ende September 2001 feierte CargoLifter in seiner Werfthalle unter Anwesenheit von Politikern wie Bundespräsident Johannes Rau und dem brandenburgischen Wirtschaftsminister Wolfgang Fürniß den Produktionsbeginn des CL-160-Luftschiffs. Während dieser Feierlichkeit wurde ein 262 m langer und 4 m breiter Luftschiffhüllen-Schneidetisch offiziell eingeweiht.
Tatsächlich ließ das Unternehmen die Öffentlichkeit jedoch im Unklaren und verstand den Produktionsbeginn lediglich als „Vorbereitung und Test der Anlagen und Produktionseinrichtungen“. Der Produktionsbeginn ließ sich retrospektiv daher lediglich als große Öffentlichkeitsarbeitsveranstaltung verstehen.
Mitte Oktober wurde der CL-75-Ballon erstmals mit Hilfe von Sattelschleppern aus der Luftschiffhalle gezogen und im Freien getestet. Bei diesem ersten Testdurchgang wurde ein 24 Tonnen schwerer Kran mit dem Ballon auf sieben Meter Höhe gezogen.
Der bereits im März angekündigte Vertrag mit General Electric wurde im November des Jahres unterschrieben. CargoLifter verpflichtete sich darin, bis zu 400 Turboshaft-Turbinen GE-CT7-8L zu beziehen. Darüber hinaus sah der für den Zeitraum von zehn Jahren geschlossene Vertrag im Wert von bis zu 500 Mio. US-Dollar Reparaturleistungen und Ersatzteillieferungen vor.
Ebenfalls im November erhielt CargoLifter den Zuschlag für die Lieferung und Bereitstellung von Leichter-als-Luft-Logistikdienstleistungen nach Amerika. Ein amerikanisches Konsortium hatte zu dem Zeitpunkt vor, eine Magnetschwebebahn in Pennsylvania zu errichten. Das unter dem Namen Maglev in Pittsburgh ansässige Konsortium plante, eine 75 Kilometer lange Trasse auf einem äußerst hügeligen Terrain zu errichten, wofür sich der CL-75-Ballon sowie das CL-160-Lastenluftschiff als ideale Transportmethoden für die Konstruktionsarbeiten angeboten hätten. Bestandteil des Vertrages war ein Aktientausch zwischen der CargoLifter und dem bis dato aus sieben Partnern bestehenden Maglev-Konsortium. CargoLifter erhielt 12,5 % der Stimmen an Maglev und zudem einen Sitz im Board of Directors dieser amerikanischen Aktiengesellschaft. Maglev erhielt im Gegenzug rund 0,3 % an der CargoLifter, was einem Gegenwert von 500.000 US-Dollar entsprach.
Mitte November gab CargoLifter bekannt, dass seine finanziellen Mittel nur noch bis Ende des Geschäftsjahres 2001 ausreichen würden.
Eine Anfang November angekündigte Kapitalerhöhung unter Ausgabe von 6,75 Mio. Aktien wurde im Verlauf des Monats zu 92 % gezeichnet, sodass das Unternehmen zwar neues Kapital i. H. v. 34,1 Mio. Euro erhielt.
Dennoch bescherte diese neuerliche Kapitaleinwerbung dem Unternehmen nur einen kurzen Aufschub, da gleichzeitig verkündet wurde, dass das frische Kapital den Geschäftsbetrieb nur bis Ende April 2002 sichern würde, wenn nicht eine neue Kapitalmaßnahme durchgeführt oder ein Investor in das Unternehmen einsteigen würde.
Um die für das Unternehmen bestandsbedrohende finanzielle Situation in den Griff zu bekommen und die Entwicklung des Luftschiffvorhabens voranzubringen, wandte sich die CargoLifter-Unternehmensführung Anfang Dezember an die Öffentlichkeit. Verkündet wurde, dass insbesondere verstärkt Ausschau nach strategischen Partnern in der Industrie gehalten würde. Daneben wurde jedoch auch an die Öffentliche Hand appelliert, die Bürgschaften für Kredite geben solle.
Rainer Hertrich, Co-Vorstand der EADS, wies Mitte Dezember jedoch darauf hin, dass Airbus und EADS auch nach einer zweiten intensiven technischen und finanziellen Prüfung keine Möglichkeiten der Finanzinvestition in CargoLifter sähen. Sein Unternehmen würde jedoch weiterhin Gespräche über strategische Abkommen oder Partnerschaften mit CargoLifter führen.
Das Jahr endete mit einem kritischen Bericht über das Unternehmen. Neben den besorgniserregenden Nachrichten über die finanzielle Zukunftsfähigkeit des Unternehmens wurde in der Presse nach wie vor kritisch über das technische Vorgehen CargoLifters und die technische Leistungsfähigkeit der Luftschifftechnologie berichtet. Das Magazin Der Spiegel publizierte kurz vor dem Jahreswechsel erneut einen größeren Artikel über technische Rückstände und Problembereiche des Unternehmens.

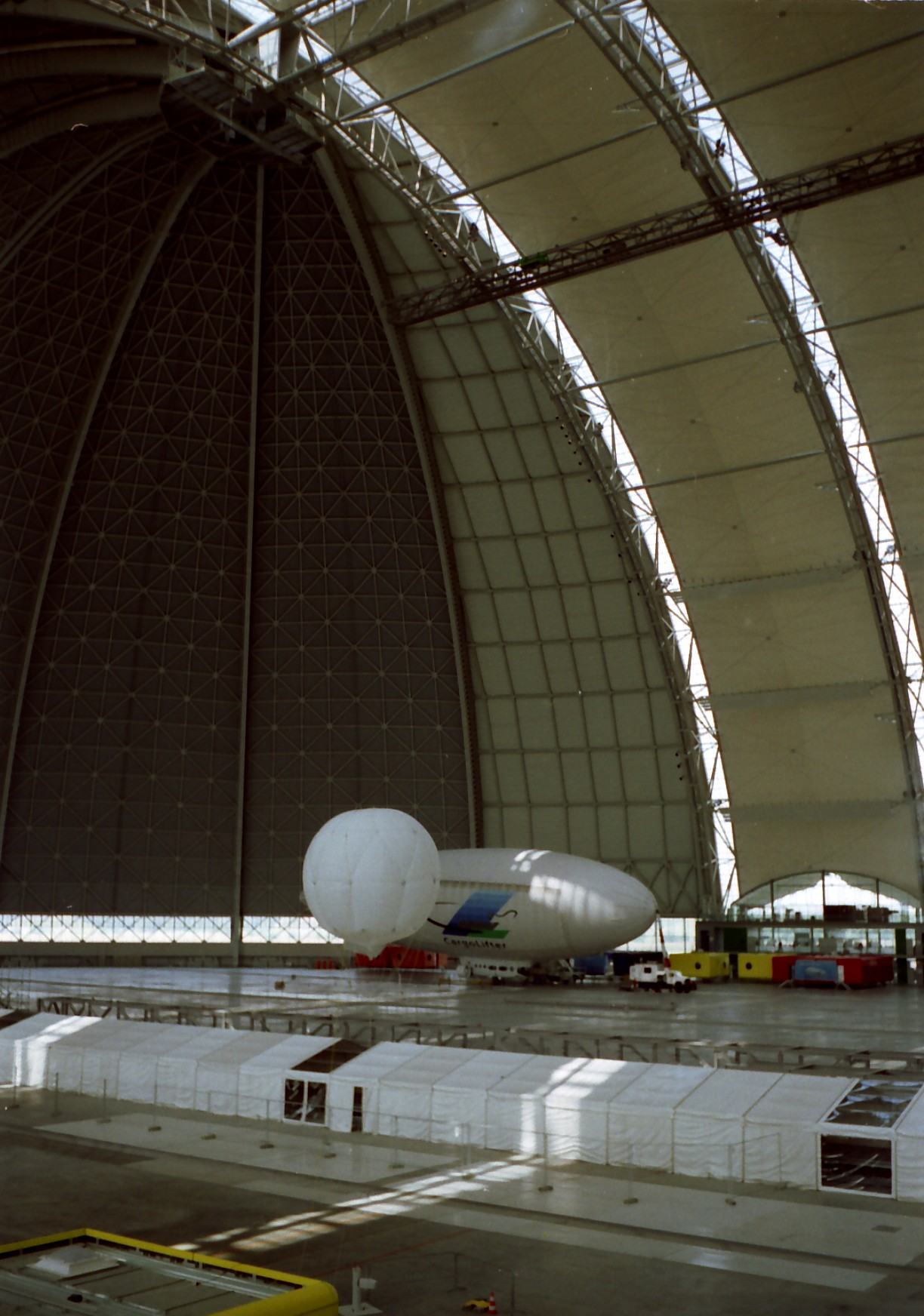
Das Skyship 600 in der Halle, in der Mitte die Zuschneidetische für die Außenhaut, Juni 2002

### 2002
Januar:
Das Jahr 2002 startete für CargoLifter mit negativen Nachrichten. Ein Redakteur der Financial Times Deutschland nahm Mitte Januar an einer Aktionärs- und Öffentlichkeitsveranstaltung CargoLifters im Europäischen Patentamt in München teil. Im Anschluss an die Veranstaltung berichtete der Redakteur auf der Internetausgabe der Zeitung und schrieb dabei, dass der Vorstandsvorsitzende von CargoLifter während der Veranstaltung gesagt habe, dass das Projekt CargoLifter „im veränderten Umfeld ohne Staatshilfe nicht mehr zu machen“ sei – das Unternehmen würde demnach staatliche Hilfen benötigen, um eine Insolvenz zu verhindern. Nachdem die Deutsche Presseagentur diesen Bericht aufgriff und auch andere Online-Medien darüber berichteten, sackte der Börsenkurs von CargoLifter von 5 auf 2 Euro ab.
Die Pressestelle von CargoLifter bestätigte diesen Bericht zunächst gegenüber einigen Medien und verwies auf intensive Gespräche, die mit der Landes- und Bundesregierung geführt würden. Gegenüber anderen Medien wurde der Bericht hingegen noch am selben Tag dementiert und als Falschmeldung bezeichnet. Aus Perspektive des Unternehmens sei es zwar richtig, dass Gespräche mit der öffentlichen Hand geführt würden und CargoLifter sich wie andere öffentlich geförderte Luft- und Raumfahrtunternehmen Fördermittel erhoffe. Dennoch stünde das Projekt ohne Fördermittel nicht unmittelbar vor dem Ende.
Der Vorstandsvorsitzende von Gablenz verwies bei der öffentlichen Verteidigung des Unternehmens insbesondere auf eine Studie der Unternehmensberatung Roland Berger Strategy Consultants, die einen ersten Zwischenbericht präsentiert hätten und dabei noch größere zukünftige Marktchancen für das Unternehmen gefunden habe, als das Unternehmen bis dahin in seinen eigenen Business-Case-Berechnungen zugrunde gelegt hatte. Auch die technische Machbarkeit sei nach den Studienergebnissen der Berater gegeben, sodass von Gablenz darauf verwies, dass CargoLifter zukünftig profitabel arbeiten könne.
Ende Januar verkündete CargoLifter, dass der bisherige stellvertretende Aufsichtsratsvorsitzende Bernd Kröplin vom Aufsichtsrat in den Vorstand wechseln würde. Kröplin solle sich nach der Benennung vornehmlich um das Technik-Ressort kümmern, das bis dato der Vorstandsvorsitzende Carl-Heinrich von Gablenz übernommen hatte.
Verkündet wurde darüber hinaus auch, dass mit den Unternehmen Hamilton Sundstrand, Denel und mt-Propeller weitere Entwicklungspartner gefunden wurden. Hamilton sollte dem Vertrag nach sich um das System zur elektrischen Stromerzeugung kümmern. Denel würde die Struktur des Mittelkiels entwickeln und mt-Propeller würde als erster deutscher technischer Kooperationspartner acht Propeller für das CL-160-Luftschiff liefern.
Februar:
Zum Beginn des Monats Februar erklärte CargoLifter, die zu dem Zeitpunkt rund 70.000 Aktionäre umfasste, sich auf der im März anstehenden Hauptversammlung eine Verdoppelung des Grundkapitals genehmigen zu lassen. Zudem plante das Unternehmen, weitere Wandel- oder Optionsschuldverschreibungen in Höhe von rund 50 Mio. Euro durch die Aktionäre genehmigen zu lassen.
Auch der Aufsichtsrat sollte von drei auf sechs ständige Mitglieder erweitert werden. Durch den anstehenden Wechsel von Bernd Kröplin in den Vorstand gab CargoLifter zu diesem Zeitpunkt viele neue Kandidaten bekannt, die auf der Hauptversammlung neu zur Wahl stehen sollten.
Positiver Zuspruch für das Projekt und Unternehmen kam derweil vom Vorsitzenden des Bundesverbandes der Deutschen Luft- und Raumfahrtindustrie, Rainer Hertrich. Dieser sprach nicht nur von einem technisch hochinteressanten Projekt, sondern verkündete auch, dass der Verband alles Mögliche unternehmen würde, um CargoLifter zu unterstützen. Als ersten Schritt würde der Verband ein Lieferantenforum organisieren, um neue Kooperationspartner für CargoLifter vermitteln zu können.
März:
Anfang März 2002 stand für das CL-160-Entwicklungsprojekt ein zentraler technischer Meilenstein an. Während eines mehrtägigen Preliminary Design Reviews kamen unternehmensintern alle hochrangigen, an der Entwicklung des Luftschiffs beteiligten Projektleiter zusammen und führten dabei den Status der bisherigen Entwicklung zusammen.
Begleitet war dieses Milestonemeeting von einer kritischen Publikation des Nachrichtenmagazins Der Spiegel. Der Artikel, der kurz vor dem Abschluss der Entwicklerkonferenz veröffentlicht wurde, und dessen Inhalt bereits vorab via Nachrichtenagenturen an die Öffentlichkeit lanciert wurde, berief sich auf unternehmensinterne Unterlagen, die verdeckt an das Nachrichtenmagazin gegeben worden waren. Laut Spiegel wies das CargoLifter-interne Dokument darauf hin, dass das Luftschiff in seinem derzeitigen Planungsstand zu wetterempfindlich und der Kerosinverbrauch zu hoch sei. Probleme könnten darüber hinaus mit dem Instrumentenflug auftauchen, da bei der geplanten Flughöhe von maximal 2000 Metern dieser vielfach gar nicht von der Flugsicherung angeboten würde und das Luftschiff auf den Sichtflug angewiesen wäre. Insgesamt würde das CargoLifter CL-160-Luftschiff den Aussagen dieses Dokumentes zufolge ein „Schönwetterfluggerät“ darstellen, wodurch sich erhebliche Probleme in der kommerziellen Nutzung ergeben würden.
CargoLifters Unternehmensführung reagierte unmittelbar auf diesen kritischen Bericht und ließ in einer Pressemitteilung verkünden, dass das PDR-Milestonemeeting höchst erfolgreich verlaufen sei, und vor allem keine fundamentalen technischen Projektrisiken vorliegen würden.
Neben dieser Pressemitteilung, in der sämtliche Aussagen als falsche Berichterstattung zurückgewiesen wurden, kündigte CargoLifter zudem an, den Fall beim Bundesaufsichtsamt für den Wertpapierhandel anzuzeigen, und straf- und zivilrechtliche Schritte gegen den Informanten und das Nachrichtenmagazin einzuleiten.
Erst Jahre später konnte in einer empirischen Untersuchung gezeigt werden, dass Der Spiegel mit seiner Berichterstattung richtig lag. Tatsächlich wurde nämlich in der internen Zusammenfassung des technischen Milestonemeetings davon gesprochen, dass wesentliche technische Problembereiche noch nicht ausreichend genug adressiert seien. Die Unternehmensführung von CargoLifter stellte demnach in der Außenkommunikation seine technische Leistungsfähigkeit und die bisherigen technologischen Errungenschaften wesentlich positiver dar, als sie intern in der Projektzusammenfassung diskutiert wurden.
Anfang März wurde zudem bekannt, dass die CargoLifter-Unternehmensführung ein Bundesdarlehen in Höhe von 300 Millionen Euro beim Bundeswirtschaftsministerium beantragt hatte. Bestätigt wurde dieser Antrag sowohl von Unternehmensseite, als auch von einer Ministeriumssprecherin, woraufhin der Aktienkurs des Unternehmens um 20 % anstieg. Später wurde hingegen bekannt, dass die beim Ministerium eingereichten Unterlagen noch unvollständig seien, so dass sich die Beantragung verzögerte.
Die Jahreshauptversammlung, in der schwerpunktmäßig auf die weiterhin vorherrschenden Probleme in der Zeit- und Kostenplanung im Hinblick auf das technologische Entwicklungsprojekt eingegangen wurde, stand Mitte März an. Die Berechnungen und Ergebnisse einer Studie der Unternehmensberatung Roland Berger wurden detailliert präsentiert. Finanziell fehlten dem Unternehmen zu dieser Zeit zwischen 420 und 580 Mio. Euro bis zum Beginn der Serienproduktion und im zeitlichen Ablauf hatten sich ebenfalls erneut Verzögerungen ergeben, sodass verkündet wurde, den ersten Prototyp des Luftschiffes erneut ein Jahr später auszuhallen.
Auf der Hauptversammlung beschlossen die Aktionäre, den Geschäftszweck von CargoLifter breiter zu definieren. Statt „Entwicklung, Bau und Betrieb des Cargolifter insbesondere zum Zweck Groß- und Schwerlasttransporte“ lautete die Definition nun: „Nutzung der ‚Leichter-als-Luft‘-Technologie“. Mit diesem Schritt wollte die Unternehmensführung das Zeichen setzen, sich auch für andere Einsatzmöglichkeiten der Leichter-als-Luft-Technologie jenseits des Groß- und Schwerlasttransportes einzusetzen.
Unmittelbar vor Beginn der Hauptversammlung konnte CargoLifter auf einer Pressekonferenz zudem einen ersten Verkaufserfolg verkünden. Mit dem kanadischen Unternehmen Heavy Lift Canada wurde ein Vertrag über den Kauf eines CL-75-Ballons und eine Option über den möglichen Kauf 25 weiterer CL-75-Systeme geschlossen. Als Kaufpreis wurden 10 Mio. $ pro Ballonsystem genannt. Die neu geschaffene kanadische Gesellschaft gab an, die Ballone im nördlichen Kanada auf Eisstraßen einsetzen zu wollen. Für den Transport von Ölförder-Equipment würden sich die Ballone insbesondere dann anbieten, wenn der Frühling einsetze und die Eisstraßen unbefahrbar mache. Mithilfe eines Ballons sei es jedoch möglich, auch auf weniger stabilen Straßen schwere Lasten zu transportieren.
CargoLifter gab darüber hinaus an, sich zu 20 % an dem Unternehmen Heavy Lift Canada Inc. zu beteiligen, um dauerhaft von dem operativen Betrieb von Leichter-als-Luft-Systemen zu profitieren.
Schon unmittelbar nach Ende der Hauptversammlung wurde durch Medien kritisch hinterfragt, ob hinter der Heavy Lift Canada Inc. überhaupt solvente Investoren stünden.
Der in Berlin erscheinende Der Tagesspiegel recherchierte hierzu intensiver und stellte rund zehn Tage nach Ende der Hauptversammlung fest, dass die Gesellschaft, die im kanadischen Calgary ihren Sitz hätte, noch nicht in das örtliche Handelsregister der Stadt eingetragen worden war. Dementsprechend musste es sich nach Interpretation des Tagesspiegels um eine sehr junge Gesellschaft handeln.
Sehr kritische Stimmen wurden auch von Analysten und Marktbeobachtern laut, was zeigte, dass die Finanzwelt den Verkauf höchst kritisch interpretierte. Da CargoLifter angegeben hatte, mit 1,5 Mio. $ 20 % der Anteile an der Heavy Lift zu kaufen, wäre der Wert des Unternehmens nur mit rund 7,5 Mio. $ zu bewerten. Ein Börsenanalyst kommentierte die von Heavy Lift getätigte Kaufoption auf 25 Ballonsysteme dann auch als reine „Propagandameldung“, da bei der Ausübung dieser Optionen rund 250 Mio. $ fällig würden.
Gegen Ende des Monats verkündete das Unternehmen in einer Ad-hoc-Mitteilung, dass das Unternehmen GTS Global Trans Systems Concept GmbH Anteile an der CargoLifter AG an einen strategischen Finanzinvestor verkauft habe und nun statt vorher mehr als 6 % weniger als 5 % an dem Luftschiffhersteller halte.
Die Presse beurteilte diesen Schritt recht kritisch, da die Haupt-Anteilseigner der GTS zugleich die beiden Vorstände der Cargolifter AG waren, sodass vermutet wurde, dass beide Vorstände kein Vertrauen mehr in ihr eigenes Unternehmen hätten.
Der Aufsichtsratsvorsitzende von CargoLifter wandte sich daraufhin unmittelbar an die Öffentlichkeit und erklärte, dieser Schritt sei nicht als Vertrauensverlust der beiden Vorstände in ihr Unternehmen zu interpretieren. Vielmehr habe die GTS im Jahr 1996 einen Kredit zur Finanzierung der Anteile an der CargoLifter AG aufnehmen müssen, der durch den nun erfolgten Verkauf von Aktien getilgt werden sollte. Der Aufsichtsratsvorsitzende gab weiterhin bekannt, die beiden Vorstände hätten zudem finanziell nicht von dieser Transaktion profitiert und bisher keine ihrer privat gehaltenen Aktien verkauft.
April:
Da sich das finanzielle Gleichgewicht des Unternehmens zunehmend verschlechterte, hatte die Geschäftsführung Ende März ihre Mitarbeiter und Aktionäre aufgerufen, eine Wandelanleihe zu zeichnen, um dadurch Liquidität in das Unternehmen zu bringen.
Bereits Mitte April konnte verkündet werden, dass zumindest genügend Anteile gezeichnet wurden, um den Betrieb des Unternehmens bis in den Mai hin aufrechtzuerhalten.
Mai:
Zum Beginn des Monats Mai bestätigten sich die schon seit Monaten in Medien kursierenden Gerüchte, dass CargoLifter mit dem Luft- und Raumfahrtkonzern Boeing zusammenarbeiten wolle. Durch beide Unternehmen wurde bekannt gegeben, dass nach anderthalb Jahren Verhandlung eine Absichtserklärung (Letter of intent) unterschrieben worden war, die förmlich festhielt, Möglichkeiten für die Entwicklung und Nutzung von Luftschiffen gemeinsam zu überprüfen. Die Möglichkeit eines finanziellen Engagements wollte Boeing zu diesem Zeitpunkt darüber hinaus nicht ausschließen. CargoLifter wies darüber hinaus darauf hin, dass Boeing ein finanzielles Engagement im Detail prüfen und im Verlauf des Jahres 2002 bekannt geben würde.
Von der Politik kamen derweil weniger positive Nachrichten. Die Landesregierung, die gebeten worden war, einen Überbrückungskredit zur Verfügung zu stellen, ließ mitteilen, dass dies nur erfolgen könne, wenn die Gesamtfinanzierung des Projektes gesichert wäre.
CargoLifter erklärte daraufhin, dass seine Zahlungsfähigkeit nur noch für wenige Tage ausreiche.
Bedingt war diese drastische Verschlechterung der finanziellen Lage vor allem durch eine äußerst schlechte Resonanz auf die angebotene Wandelanleihe. Die Anleihe, die den zu dem Zeitpunkt 71.000 Aktionären angeboten worden war, war ursprünglich mit einem Volumen von rund 50 Mio. Euro geplant. Mitte Mai waren dann jedoch lediglich 3,8 Mio. Euro überwiesen.
Nur wenig später wurde bekannt, dass das Bundeswirtschaftsministerium eine Förderung von CargoLifter mit Bundesmitteln ausschließen würde. Das Unternehmen teilte jedoch mit, dass weiterhin Gespräche mit dem Bundeskanzleramt und der Staatskanzlei in Potsdam geführt würden.
Wolfgang Fürniß, der brandenburgische Wirtschaftsminister, informierte einen Tag darauf das Kabinett während einer abendlichen Sitzung über die Situation des Unternehmens. Die Landespolitiker kamen dabei überein, CargoLifter nicht weiter fördern zu wollen. Weder der Bund, noch das Land zeigten daher zu dem Zeitpunkt Bereitschaft, das Unternehmen vor der drohenden Zahlungsunfähigkeit mit Krediten oder Zusagen zu unterstützen.
Weitere negative Nachrichten zogen wiederum nur einen Tag später für das Unternehmen auf. Durch die Wirtschaftswoche wurde berichtet, dass das Bundeswirtschaftsministerium in einer internen Studie die Zukunftschancen CargoLifters als vernichtend betrachtet. Hauptsächlich kritisiert wurde, dass das Unternehmen von Anfang an einer „falschen Entwicklungsstrategie“ gefolgt sei. Für Erstaunen sorgte dieses Gutachten und die Einschätzung jedoch beim Bundesverkehrsministerium, welches die Entscheidung, keine Förderungen zu geben, als „absurd“ bezeichnete.
Am 20. Mai gab die Unternehmensführung bekannt, ihr ambitioniertes CL-160 Entwicklungsvorhaben mangels vorhandener liquider Mittel vorläufig nicht weiter zu verfolgen. Stattdessen plante das Unternehmen, sich ausschließlich auf die weitere Entwicklung und Produktion des CL-75 Transportballons zu konzentrieren – insbesondere, um den existierenden Kaufvertrag mit der kanadischen Gesellschaft zu erfüllen und so Liquidität in das Unternehmen zu holen. Der parallel in Berlin verweilende Technologievorstand von Boeing David Swain erklärte im Zuge dieser Nachrichten, dass Boeing kein Interesse an einer Übernahme der CargoLifter habe und auch keine Übernahmepläne vorlägen.
Nachdem durch die Unternehmensführung in den Folgetagen keine neuerliche Finanzierung sichergestellt werden konnte, beantragte die mitarbeiterstärkste Tochtergesellschaft CL Development am Freitag, den 31. Mai 2002 ein vorläufiges Insolvenzverfahren beim Amtsgericht in Cottbus. Die CL-Geschäftsführung plante zu diesem Zeitpunkt noch, ein eigenes Konzept zur Restrukturierung und Sanierung des Unternehmens vorzulegen, und gemeinsam mit dem vorläufigen Insolvenzverwalter beim Gericht einzureichen.

### Insolvenz

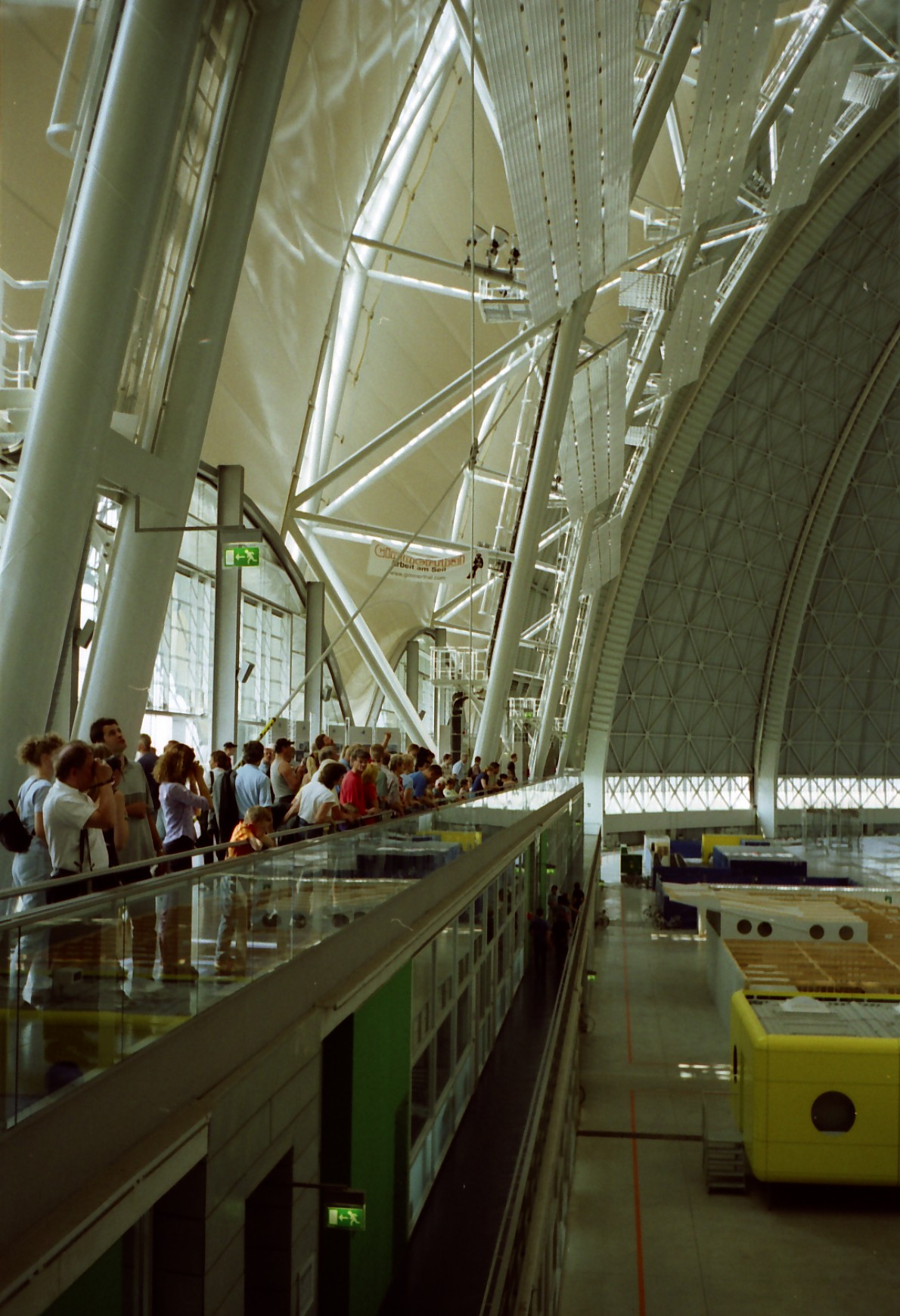
Die Besuchergalerie im Juni 2002

Nachdem mit der CL-Development schon Ende Mai die wichtigste Konzerntochter Insolvenz angemeldet hatte, stellte auch die Konzernmutter CargoLifter AG wegen Zahlungsunfähigkeit am 7. Juni 2002 einen Insolvenzantrag. Zuvor war bereits das Berliner Büro an den Werftstandort nach Brand verlegt worden. Auch die Schließung der amerikanischen Tochtergesellschaft, CL Inc., war zuvor eingeleitet worden.

#### Insolvenzursache
Im Verlauf ihrer Unternehmensgeschichte schaffte es die CargoLifter nicht, ihre ambitionierten Zeit- und Budgetplanungen einzuhalten. Innerhalb des Entwicklungsprojektes traten wiederholt zeitliche Verschiebungen und finanzielle Steigerungen auf.
Bei Unternehmensgründung war ursprünglich geplant, rund 135 Mio. DM für die Entwicklung und Konstruktion des ersten Lastenluftschiffprototypen aufzuwenden. Zusätzlich wurde mit 160 Mio. DM für den Unternehmensaufbau kalkuliert, sodass insgesamt von 295 Mio. DM Gesamtprojektkosten ausgegangen wurde.
Im Verlauf des Entwicklungsprojektes kam es nicht nur zu zeitlichen Verzögerungen, sondern auch mehrfach zu Kostensteigerungen. Im November 1997 beispielsweise berichtete ein Aufsichtsrat in einem Gastbeitrag für die Logistik-Fachzeitschrift Transportmarkt schon von Gesamtprojektkosten von 340 Mio. DM.
Zur Hauptversammlung im März 1999 wurden die Kosten für die Produktion bis zum ersten Luftschiff mit 437 Mio. und die Gesamtprojektkosten mit 850 Mio. DM angegeben.
Kurz vor dem geplanten Börsengang wurde auf der 3. ordentlichen Hauptversammlung im März 2000 eine weitere Kostensteigerung bekannt gegeben; mittlerweile wurde von 1,5 Mrd. DM (ungefähr 767 Mio. Euro) Gesamtprojektkosten gesprochen.
Auch in den Folgejahren wurden immer wieder Kostensteigerungen verkündet. Wenige Monate vor der Insolvenz wurden im März 2002 Kostenkalkulationen aus einer Studie der Unternehmensberatung Roland Berger Strategy Consultants durch CargoLifter publik gemacht. Im günstigsten Fall berechnete die Unternehmensberatung die Kosten bis zum Beginn der Serienproduktion der Luftschiffe auf 720 Mio. Euro.
Obgleich CargoLifter bis zum Eintritt der Insolvenz rund 350 Mio. Euro an Eigenkapital und öffentlichen Fördermitteln eingesammelt hatte, fehlten dem Unternehmen noch mindestens 370 Mio. Euro zur Finanzierung der Entwicklung bis hin zur Serienreife der Lastenluftschiffe.
Im Frühjahr des Jahres 2002 waren weder private Investoren noch die öffentliche Hand bereit, dem Unternehmen weiteres Kapital zuzuführen, sodass CargoLifter wegen mangelnder liquider Mittel den Insolvenzantrag stellen musste.

#### Zentrale Ereignisse innerhalb des Insolvenzverfahrens
2002
Nur wenige Tage nach der Insolvenzanmeldung gründeten rund 100 Aktionäre die „Initiative Zukunft in Brand“. Sie rief am zweiten Juniwochenende 2002 „tausende Menschen, Mitarbeiter, Aktionäre und Gäste“ zu einem Aktionstag auf das Gelände von CargoLifter, um sich mit dem insolventen Luftschiffbauer zu solidarisieren. Tatsächlich kamen dann jedoch weit weniger als 1.000 Personen. Darüber hinaus kündigte die Initiative an, rund 7 Mio. Euro an Kapital sammeln zu wollen, um das Unternehmen zu unterstützen. Schon nach wenigen Tagen hatten verschiedene Personen rund 300.000 Euro auf ein Treuhandkonto eingezahlt, um CargoLifter einen Neustart zu ermöglichen. Anfang August wurde zudem eine „Zukunft in Brand GmbH“ gegründet mit dem Ziel, ein tragfähiges Geschäftsmodell für das Unternehmen zu entwerfen. Die „Initiative Zukunft in Brand“ wurde später auch als Aktionärsverein etabliert.
Am 18. Juni 2002 erhielt CargoLifter ein kurzfristiges Darlehen über 4,15 Millionen Euro vom Land Brandenburg. Diese Soforthilfen wurden insbesondere zur Sicherung der Infrastruktur gewährt.
Ende Juni 2002 wechselte der Unternehmensgründer und langjährige Vorstandsvorsitzende Carl-Heinrich von Gablenz in den Aufsichtsrat. In seine alte Position folgte Wolfgang Schneider, der zuvor Aufsichtsrat und langjähriger Entwicklungschef von Airbus Deutschland war. Auch Bernd Kröplin, der nur wenige Monate vor der Insolvenzanmeldung in den Vorstand gewechselt war, war nun kein Vorstandsmitglied mehr.
Am Abend des 10. Juli zerstörte ein Unwetter die Ballonhülle des CL-75-Prototyps. Über Brandenburg zog an diesem Abend eine Gewitterfront mit bis zu 156 km/h. Der Ballon hatte in den Wochen zuvor schon Windgeschwindigkeiten bis zu 100 km/h überstanden, nun traf ihn insbesondere eine Böenwalze mit mehrfachen Windrichtungswechseln. Da die Wetterprognose für den Unglücksabend zudem innerhalb der Belastungsparameter lag, entschied man, den Ballon nicht in die Werfthalle zu verlagern. Bei einer Expertenanhörung am darauffolgenden Tag wurde die Havarie als „entwicklungstechnischer Glücksfall“ gewertet, da man erwartete, mit den gewonnenen Messdaten die Komplettierung, das Zulassungsverfahren und die Markteinführung des Ballons erheblich verkürzen zu können.
Mitte Juli 2002 organisierte der vorläufige Insolvenzverwalter eine weitere Expertenanhörung, bei der interne und externe Fachleute den Entwicklungsstand des Projektes acht Stunden diskutierten. Dabei wurden keine grundsätzlichen Zweifel an der technischen Machbarkeit des Konzeptes identifiziert. In manchen Feldern, etwa der Entwicklung des Blitzschutzes, wurden wichtige technologische Erfolge erkannt, andererseits in zentralen Entwicklungsfeldern, wie der Ballast-Gewinnung zum Auftriebsausgleich des Treibstoffverbrauchs, noch grundlegender Forschungsbedarf. Insgesamt wurde die Meinung vertreten, das Lastenluftschiff sei zunächst in einer verkleinerten Version zu bauen, um über einen „Skalierungsprozess“ Lernfortschritte zu erzielen.
Am 1. August 2002 wurde das Insolvenzverfahren über die CargoLifter AG als Konzernmutter eröffnet. Schon wenige Wochen zuvor war bekannt gegeben worden, dass an diesem Tag die Belegschaft um 60 % reduziert würde. Ende September 2002 widerrief die Investitionsbank des Landes Brandenburg einen Förderbescheid über 40 Mio. Euro, der für den Bau und die Konstruktion der Werfthalle ausgezahlt worden war.
2003
Ende Januar 2003 begann die „Schwerpunktstaatsanwaltschaft für Wirtschaftsdelikte“ der Staatsanwaltschaft Potsdam wegen eines Anfangsverdachts auf Konkursverschleppung mit Ermittlungen gegen die ehemalige Unternehmensführung. Im Juni 2004 stellte sie die Ermittlungen ein und erklärte, es hätten sich keine Anhaltspunkte für eine Insolvenzverschleppung oder Falschangaben in Bezug auf den Börsengang ergeben.
Im Juni 2003 wurden die Luftschiffhalle und das sie umgebende 500 Hektar große Grundstück für 17,5 Millionen Euro an den malaysischen Konzern Tanjong verkauft. Der Konzern baute die Halle um und eröffnete in dieser im Dezember 2004 das „künstliche Tropenparadies“ Tropical Islands.
Im September 2003 löste Hans-Georg Engelken den Vorstand Wolfgang Schneider ab.
Vom 8. bis zum 11. Oktober 2003 wurden in einer durch den Insolvenzverwalter organisierten Versteigerung rund 3.000 weitere Unternehmenswerte zum Kauf angeboten. Das kleine Testluftschiff Joey wurde hierbei für 13.500 Euro versteigert. Das SkyShip-600-Luftschiff mit dem Spitznamen „Charly“ wurde mit abgelaufener Zulassung (D-LCLA) für 150.000 Euro an die schweizerische Skycruise verkauft. Vor der Auktion hatten Insolvenzverwalter und der durchführende Auktionator mit einem Erlös von rund 2 Mio. Euro gerechnet, tatsächlich wurden dann nur 1 Mio Euro erzielt.
2004
Im März 2003 wies das Amtsgericht Cottbus eine Beschwerde der Aktionärsinitiative Zukunft in Brand gegen den Insolvenzverwalter Mönning ab. Die Initiative hatte dem Verwalter eine Pflichtverletzung vorgeworfen und rund 200.000 Euro Beratungshonorar für den Verkauf der Werfthalle moniert.
Das Insolvenzverfahren über das Tochterunternehmen CL Finance wurde im Juli 2007 mangels Masse nicht eröffnet, sodass die Gesellschaft aufgelöst wurde.
2005
Am 24. August 2005 übergab die Verwertungsgesellschaft Air Brand GmbH einige immaterielle Güter in Form von Verwertungsrechten, Unterlagen und Archiven der Luftschiffbau Zeppelin in Friedrichshafen und bot sie damit zum Kauf an. Bei einer Prüfung erkannte Zeppelin keinen ausreichenden Wert und gab die Patente unter Verzicht auf die Kaufoption wieder zurück. Inzwischen befinden sich alle Patente im Besitz der ideellen Nachfolgegesellschaft CargoLifter KGaA. Diese erwarb später vom Insolvenzverwalter auch das Unternehmenslogo, die Namensrechte am Begriff „CargoLifter“ und die Rechte an den Internetdomains.
Ab 2007
Anfang 2007 stellte die Aktionärsinitiative Zukunft in Brand beim Amtsgericht Cottbus einen Antrag auf Amtsenthebung des Insolvenzverwalters, um einen neuen Verwalter einzusetzen. Daneben wurde dem bestehenden Verwalter vorgeworfen, zu viele Gerichtsverfahren gegen ehemalige Unternehmensangehörige zu führen und die noch vorhandene Insolvenzmasse des Unternehmens zu vernichten.
Im April beeinflusste Aktienspam den Kurs der CargoLifter-Aktie. An diesem Tag lag das Handelsvolumen mit fünf Millionen Aktien 50-mal höher als zuvor und der Kurs stieg von 8 auf dann 15 Cent.
Zum 1. Oktober 2008 schied Vorstand Hans-Georg Engelken aus dem insolventen Unternehmen aus. Als Nachfolger berief man erneut Carl-Heinrich von Gablenz.
Die Tochtergesellschaft CargoLifter Development GmbH erhielt zum 10. Februar 2011 mit Enrico Schwartz als Sonderverwalter einen neuen Insolvenzverwalter.
Mitte Oktober 2012 gab die Frankfurter Wertpapierbörse dem Antrag des Insolvenzverwalters auf Widerruf der Zulassung zum regulierten Markt statt und es kam zum Delisting. Die CargoLifter-Aktie verblieb aber im Freiverkehrshandel.

### Wissenswerte Kleinigkeiten
- Mitte September 1999 wurde Carl von Gablenz als Vorstandsvorsitzender stellvertretend für die Cargolifter AG als Entrepreneur des Jahres ausgezeichnet.[33]
- Im Jahr 2001 wurde CargoLifter auf Platz 16 und im Jahr 2002 an 25. Stelle im Wirtschaftswoche-Arbeitgeberranking der beliebtesten Arbeitgeber bei angehenden Ingenieuren ausgezeichnet.[204]

## Geschäftszweck und Tochtergesellschaften
Hauptziel der CargoLifter AG war es, ein Lastenluftschiff für bis zu 160 Tonnen schwere Fracht zu entwickeln, zu konstruieren und operativ zu betreiben. Um diesem Geschäftszweck gerecht zu werden, wurden im Verlauf der Unternehmenshistorie insgesamt 13 Tochtergesellschaften gegründet.

### Geplanter Geschäftszweck
Die Cargolifter AG hatte vor, ein Lastenluftschiff zu entwickeln, später zu konstruieren und auch operativ einzusetzen. Das Unternehmen definierte damit ein dreistufiges Produktionsverfahren: In der ersten Produktionsstufe sollte zunächst das Luftschiff entwickelt und gebaut werden.
Die zweite Produktionsstufe sah daran anschließend den operativen Betrieb des Luftschiffs vor. Auf dieser sollte also das Luftschiff Bestandteil einer Logistikdienstleistung sein.
Die dritte Produktionsstufe sah den operativen Betrieb eines Logistiknetzwerks vor. Neben Logistikdienstleistungen hätten auch die Routen für das Luftschiff in Hinblick auf eine ökonomische Flugplanung und die Wetterplanung entwickelt werden sollen. Zudem war daran gedacht, das Luftschiff auf dieser dritten Stufe als Teil einer Prozesskette in Kombination mit anderen Verkehrsträgern einzusetzen.
Über diese drei Produktionsstufen hinweg plante das Unternehmen, verschiedene Tochtergesellschaften zu gründen und sie mit den entsprechenden Aufgaben zu betrauen. Tatsächlich wurden die wesentlichen Gesellschaften auch in der Unternehmenshistorie gegründet und betrieben. Für die Entwicklung und den Bau des Luftschiffs, wurde die CargoLifter Development GmbH gegründet. Das Luftschiff operativ betreiben sollte die CargoLifter Airship Operations GmbH. Für den Netzwerkbetrieb auf Produktionsstufe 3 wurde die CargoLifter Network GmbH ins Leben gerufen.

### Tochtergesellschaften
Die CargoLifter AG gründete im Verlauf ihrer Geschichte 14 Tochtergesellschaften. Vier Gesellschaften wurden dabei im Konzern als so genannte Kernkompetenzbereiche bezeichnet. Diese Gesellschaften, zu denen die CL Development, CL Network, CL Airship Operations sowie die CL World zählten, sollten für die Erbringung von unmittelbar mit dem Unternehmenszweck zusammenhängenden Aktivitäten leiten.
Daneben standen acht von CargoLifter als Servicebereiche bezeichnete Gesellschaften, die vornehmlich Dienstleistungen für den Konzern und alle weiteren Konzerngesellschaften erbrachten.
Eine 15. Gesellschaft, die CargoLifter Alert war als gemeinnützige GmbH konzipiert und befand sich in Gründung. Diese Gesellschaft sollte in Kooperation mit dem THW geführt werden und Katastrophen- und Hilfseinsätze unter Anwendung der CL-Luftschiffe koordinieren und planen. Durch die Insolvenz wurde diese Gesellschaft jedoch nie final im Handelsregister eingetragen.

#### CargoLifter Development GmbH
Im Juli 1997 wurde die CargoLifter Development in Wiesbaden als Tochtergesellschaft der CargoLifter AG gegründet.
Unternehmensgegenstand war laut Satzung die Entwicklung des CargoLifters inklusive des Baus von Versuchsträgern und Prototypen sowie Projektierung, Entwicklung, Bau und Betrieb von Luftfahrzeugen, insbesondere nach dem Prinzip „Leichter-als-Luft“ sowie alle mit diesem Zweck im Zusammenhang stehenden Aktivitäten und Dienstleistungen.
Zum Geschäftsführer wurde zunächst Ingolf Schäfer berufen, der das Projekt CargoLifter schon seit den Anfangstagen von technischer Seite her mit begleitet hatte und zudem stark in das Projekt des solarbetriebenen Luftschiffs LOTTE Anfang der 1990er-Jahre involviert war. Auf einer Gesellschafterversammlung im Januar 1998 wurde die Satzung des Unternehmens verändert und ein zusätzlicher weiter Geschäftsführer, Herr Norbert Meinl, berufen. Beide Geschäftsführer waren mit dieser Satzungsänderung stets einzeln vertretungsberechtigt. Im Juli 1998 schied Schäfer aus der Geschäftsführung aus, als neuer Geschäftsführer wurde stattdessen Carl von Gablenz berufen.
Im März 1999 wurde der Unternehmenssitz von Wiesbaden nach Krausnick verlegt und zudem erstmals ein Prokurist berufen. Mit einer Satzungsänderung Mitte des Jahres 2000 waren die beiden Geschäftsführer nicht mehr einzeln vertretungsberechtigt. Darüber hinaus wurden drei weitere Prokuristen benannt.
Im März 2000 erhielt die CargoLifter Development die Anerkennung als Entwicklungsbetrieb der Luft- und Raumfahrt durch das Luftfahrt-Bundesamt. Ein Novum war hierbei, dass das Unternehmen das erste nach JAR-21, Subpart JA genehmigte Unternehmen war. Die Anerkennungsurkunde trug daher die Nummer 001. Das Unternehmen hatte es zudem auch geschafft, mit nationalen wie internationalen Behörden sowie anderen Herstellern der Luftschifffahrt einen neuen Sicherheitskatalog als Standard zu schaffen, der als Transport Airship Requirements (TAR) festgeschrieben wurde.
Im Jahr 2001 schied von Gablenz als Geschäftsführer der Development GmbH aus. Als neuer Geschäftsführer ernannt wurden stattdessen Christoph von Kessel und Ralph Maurer.
Die CargoLifter Development GmbH war die erste Gesellschaft aus dem Verbund der Cargolifter AG, die Insolvenz anmeldete. Am 31. Mai 2002 wurde wegen drohender Zahlungsunfähigkeit ein Insolvenzantrag beim zuständigen Amtsgericht Cottbus gestellt. Zum 1. August 2002 wurde das Insolvenzverfahren offiziell eröffnet. Zum Zeitpunkt der Verfahrensanmeldung war das Unternehmen mit 283 Mitarbeitern die wichtigste und größte Tochter.

#### CargoLifter Network GmbH
Im August 1997 wurde die CargoLifter Network GmbH in Frankfurt am Main als Tochtergesellschaft der CargoLifter AG gegründet. Zum Geschäftsführer wurde zunächst Karl Bangert berufen, der ab dem Frühjahr 1998 auch stellvertretender Vorstand der CargoLifter AG wurde und beide Tätigkeiten über die Unternehmenshistorie hinweg in Personalunion ausübte. Später wurde Dirk Steffes als zweiter Geschäftsführer berufen.
Der Geschäftszweck des Unternehmens bestand in der Planung und Realisierung des Aufbaus und späteren Betreibens eines weltweiten Netzwerkes von Infrastrukturen für die Luftschiffentwicklung, -konstruktion und den -betrieb. Daneben sollte die Gesellschaft Konzepte im Bereich Standortentwicklung und Logistik entwickeln sowie die Transportkapazitäten des CargoLifter-Luftschiffsystems vermarkten und Transportkapazitäten optimal verteilen.
Die CargoLifter AG hielt bis ins Jahr 2000 zunächst 51 % der Anteile an der Network GmbH. Weitere 49 % hielt das Unternehmen GTS, an der zu 50 % Carl-Heinrich von Gablenz, zu 40 % Karl Bangert und zu 10 % Andreas Moder, dem Geschäftsführer der CargoLifter Communications, beteiligt waren. Vor dem Börsengang der Cargolifter AG wurde das Grundkapital der CL Network von 100.000 DM auf 5 Mio. DM angehoben und die Anteile der GTS gegen den Tausch von Aktien in die CargoLifter AG überführt.

#### CargoLifter World GmbH
Die CL World wurde laut ihres Geschäftszwecks zur Konzeption, Errichtung und den Betrieb von Besucherzentren und Themenparks an allen CargoLifter Standorten gegründet. Im Verlauf der Unternehmensgeschichte war das Unternehmen vor allem für die Vermarktung von Merchandising-Artikeln, die Planung von Veranstaltungen sowie die Erstellung von PR-Kampagnen und Unternehmensfilmen zuständig.
Der Filmemacher und Journalist Dirk Pohlmann war einer von zwei Geschäftsführern dieser in Berlin ansässigen Gesellschaft.
Das auf dem Werftstandort in Brand ansässige Besucherzentrum wurde von der CL World mit wirtschaftlichem Erfolg betrieben. Von der Eröffnung im Juni 2000 bis zum August 2002 besuchten über 400.000 zahlende Besucher den Werftstandort und nahmen an Werks- und Standortführungen teil.

#### CargoLifter Inc.
Im April des Jahres 1998 wurde eine Tochtergesellschaft innerhalb der USA gegründet. Als Rechtsform wurde eine Kapitalgesellschaft auf Aktien, die Corporation, gewählt. Standort des Unternehmens war Raleigh in North Carolina.
Unternehmenszweck war vor allem, in Abstimmung mit der Muttergesellschaft alle Unternehmensaktivitäten in Amerika zu planen und durchzuführen.
Gegen Ende des Jahres 1999 gab die Tochtergesellschaft bekannt, dass sie bereits einen Standort für den Bau eines zweiten Werftareals und einer zweiten Luftschiffhalle für CargoLifter identifiziert habe: Im Pasquotank County unweit von Elizabeth City in North Carolina sei ein ideales Areal gefunden worden, auf dem zukünftige Nordamerikaflüge der Lastenluftschiffe hätten durchgeführt werden sollen. Das Management gab daher bekannt, Kaufverhandlungen für den Standort starten zu wollen. Nach einer neun-monatigen Due-Diligence wurde durch das Unternehmen offiziell bekanntgegeben, in der Nähe von New Bern, North Carolina einen Standort gefunden zu haben, der offiziell als Gelände für den Bau einer zweiten Werfthalle benannt wurde.
Darüber hinaus trat das Unternehmen auch als Käufer für die Konzernmutter in Aktion. Beispielsweise erwarb die Inc. das SkyShip 600 für einen Systempreis von 6,4 Mio. $ bei dem in Orlando (Florida) ansässigen Luftschiffhersteller Airship Operations.

#### CL Airship Operations GmbH
Die CL Airship Operations GmbH wurde Anfang Juli 2000 als 100-prozentige Tochter der CargoLifter AG gegründet. Hauptunternehmenszweck war insbesondere die Vorbereitung, Entwicklung und spätere Ausbildung von Luftschiffpiloten. Bei Unternehmensgründung wurde ursprünglich angekündigt, ab dem Jahr 2001 offiziell mit der Ausbildung von Piloten zu beginnen. Für den Geschäftszweck von CargoLifter wurde nach Unternehmensangaben geschätzt, dass mindestens 2000 Piloten bis zum Jahr 2015 nötig würden. Hierzu hätten pro Jahr 50 Luftschiffpiloten ausgebildet werden sollen, deren Ausbildungskosten bei rund 150.000 Euro gelegen hätten.
Anfang des Jahres 2000 wurde für das Unternehmen zudem ein SkyShip 600 als Schulungs-Luftschiffe erworben, um auf diesem die praktische Ausbildung von Piloten und das Training durchzuführen.

#### CargoLifter Finance GmbH und CargoLifter Finance B.V.
Die CL Finance GmbH und CL Finance B.V. wurden zur Durchführung von Finanzierungsmaßnahmen für die CargoLifter AG und alle weiteren Tochtergesellschaften gegründet.
Das Insolvenzverfahren über das Tochterunternehmen CL Finance wurde im Juli 2007 mangels Masse nicht eröffnet, sodass die Gesellschaft aufgelöst wurde.

#### Energieversorgung Brand GmbH
An der Energieversorgung Brand hielt die CargoLifter AG 49 % der GmbH-Anteile. Die restlichen 51 % hielt die EWE AG, die auch für die Erdgasbelieferung der zwei auf dem Standort untergebrachten Blockheizkraftanlagen zuständig war. Anfang Oktober 2000 wurde die Energieversorgungszentrale in Betrieb genommen. Maximal ausgelegt war diese Anlage für die Produktion von 808 Kilowatt elektrische Energie und 1144 Kilowatt thermische Energie.
Kernaufgabe dieses auf dem Unternehmensstandort in Brand stationierten Unternehmens war es, den Standort mit Strom, Erd- und Flüssiggas sowie Wärme und Druckluft zu versorgen.
Die Energiezentrale wurde innerhalb von 5 Monaten für rund 7 Millionen DM errichtet.

#### GFT Gesellschaft zur Förderung neuer Transporttechnologien mbH
Die CargoLifter AG erwarb im am 31. August 2001 beendeten Geschäftsjahr 50 % der Anteile dieser in Wiesbaden ansässigen Gesellschaft, die vornehmlich als Finanzinvestor und Vermittler von Aktien der CargoLifter AG aufgetreten war.

#### CargoLifter MAP GmbH
Die CL MAP steuerte die Planungs- und Bauaktivitäten des Konzerns. Sie wurde Anfang Oktober 2000 in Frankfurt gegründet und durch zwei Geschäftsführer und zwei Prokuristen vertreten. Neben dem Hauptsitz in Frankfurt war das Unternehmen zudem mit einem Büro in München präsent. Der Gegenstand des Unternehmens war die Planung und Erbringung von Planungs- und Überwachungsleistungen, deren Vermittlung sowie die erforderlichen Beratungsleistungen zum Aufbau von Luftschiffstandorten in baulicher Hinsicht. Insbesondere war das Unternehmen maßgeblich bei der Planung und der Errichtung des Werftstandorts beteiligt und brachte sich mit Architekturwissen ein.
Im August 2008 wurde die Gesellschaft innerhalb des Insolvenzverfahrens der Konzernmutter aufgelöst.

#### Weitere Tochtergesellschaften
- Die CargoLifter Landeplatzbetriebsgesellschaft mbH war für den Betrieb des Flugfeldes Brand gegründet worden.
- Die CargoLifter Industriepark Brand GmbH wurde gegründet, um Zulieferunternehmen aus der Industrie und dem Dienstleistungssektor auf dem Werftgelände anzusiedeln.
- Die CargoLifter Industrial Logistics GmbH war verantwortlich für die Beschaffungsvorgänge und Produktionslogistik am Werftstandorte.

## Geplante und vorhandene Luftschiffe und Ballone
Im Verlauf der Unternehmenshistorie hatte das Unternehmen CargoLifter nicht nur vor, ein Lastenluftschiff zu konstruieren. Parallel wurde ein Kielluftschiff kleinerer Größe selbst konzipiert und produziert. Im Jahr 2000 wurde zudem ein Lastenballon vorgestellt. Darüber hinaus erwarb das Unternehmen ein Prallluftschiff.

### Solarluftschiff

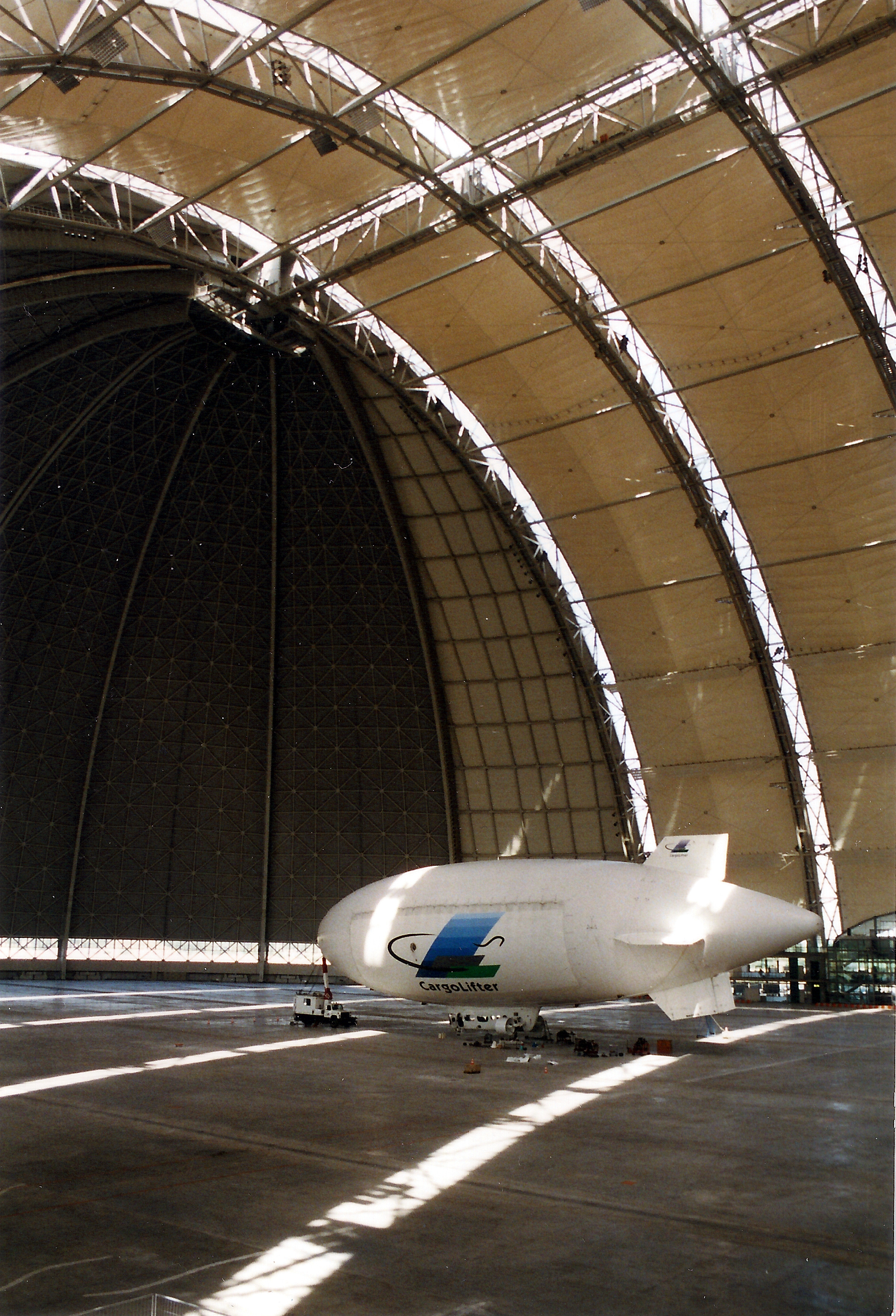
Das 61 m lange Skyship 600 „Charly“ in der Werfthalle

Carl-Heinrich von Gablenz, der Vorstand von CargoLifter, schrieb im November 1996 in einem Gastbeitrag für die Deutsche Verkehrszeitung davon, dass das Unternehmen unmittelbar nach der Unternehmensgründung damit begonnen habe, das für das CL-160-Lastenluftschiff angedachte Lastaustauschverfahren mit einem solarbetriebenen Luftschiff der Universität Stuttgart zu erproben. Bei diesem Luftschiff handelte es sich um ein unter dem Namen „Lotte 3“ konzipiertes Versuchsobjekt.
Bereits seit dem Jahr 1991 erforschten Studenten und Mitarbeiter der Universität Stuttgart Möglichkeiten und Grenzen von solarbetriebenen Luftschiffen. Tatsächlich gelang es dieser Projektgruppe in den folgenden Jahren, das weltweit erste solarbetriebene Luftschiff der Welt zu entwickeln, zu konstruieren und im operativen Einsatz zu betreiben. Das erste Luftschiff dieser Bauart, LOTTE, 10 m lang, wurde jedoch am 16. Juli 1993 durch Sturmböen während der Internationalen Gartenbauausstellung 1993 in Stuttgart durch einen gewitterbedingten Einsturz seiner Halle zerstört. „Lotte 2“, das zweite Luftschiff dieser Bauart, wurde im Jahr 1993 durch die Kollision mit einem Dornbusch während der in Australien stattfindenden World Solar Challenge zerstört.
Die dritte Version dieses nun auf 16 m Länge gewachsenen Luftschiffs wurde im Mai 1994 erstmals eingesetzt und verrichtete ab dem Winter 1996 für CargoLifter verschiedene Einsätze. Zu sehen war dieses Luftschiff noch während der Logistikmesse im Jahr 1998 in Leipzig. Im Jahr 1999 wurde das Luftschiff von Unbekannten in Leipzig mutwillig beschädigt. Im Verlauf der Unternehmenshistorie wurde über den Einsatz und Verbleib des Luftschiffs kein weiterer öffentlicher Bericht abgegeben.

### SkyShip 600
Im März des Jahres 2000 erwarb CargoLifter ein SkyShip-600-Luftschiff, um dieses für die Pilotenausbildung sowie Trainings- und Forschungszwecke einzusetzen. Bekannt gegeben wurde der Verkauf durch das in Orlando (Florida) ansässige US-Unternehmen Airship Operations, Inc. Der Gesamtpreis i.H.v. 6,4 Mio. $ beinhaltete das Luftschiff sowie ein initiales Trainingspaket, mit dem CargoLifter bei der Zulassung nach deutschen Luftfahrtbestimmungen unterstützt werden sollte. Als Käufer des Luftschiffs trat die CargoLifter Inc. auf. Das Luftschiff wurde in einem Luftschiffhangar von einem Schwesterunternehmen der Airship Operations, der Global Skyship Industries, in Cardington (Großbritannien) zusammengebaut und anschließend bei einem Überführungsflug über den englischen Kanal nach Deutschland geflogen.
Seinen ersten öffentlichen Einsatz hatte dieses Luftschiff für CargoLifter im Sommer des Jahres 2000. Vom 30. Juni bis zum 8. Juli 2000 fand in Friedrichshafen eine lange vorbereitete und von einer breiten Öffentlichkeit begleitete „Zeppelin-Jubiläumswoche“ statt, welche das 100-jährige Jubiläum des ersten Aufstiegs von Graf Ferdinand von Zeppelin mit seinem Luftschiff Zeppelin 1 feierte.
Am späteren Nachmittag des 2. Juli 2000 fand über dem Bodensee eine Luftschiffparade statt, an der das SkyShip 600 neben dem am gleichen Tag getauften Zeppelin NT sowie noch zwei weiteren Blimps des Unternehmens The Lightship Group teilnahmen.
Das Luftschiff wurde während des Torfests am 16. September 2000 durch Bundesverkehrsminister Reinhard Klimmt auf den Namen „Charly“ getauft.

## Der Luftschiffhangar und dessen Standort

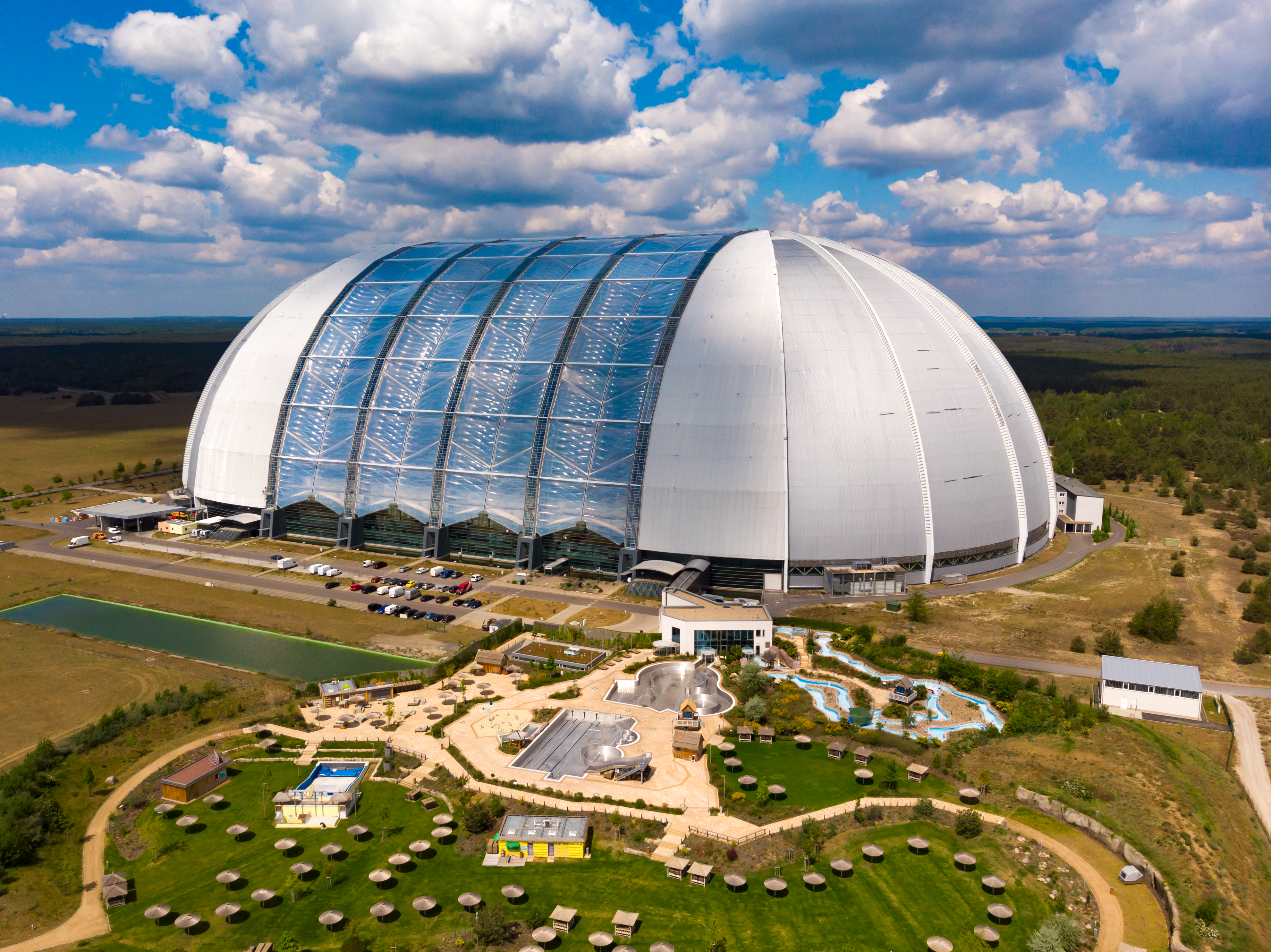
Heutige Nutzung des Luftschiffhangars als Freizeitpark Tropical Islands (Luftbild 2020)

### Entstehungsgeschichte
Nachdem die Unternehmensführung CargoLifters 13 mögliche Standorte für den Bau des notwendigen Luftschiffhangars evaluiert hatte, begannen im September 1997 erste Verhandlungen für den Kauf eines Grundstücks mit der landeseigenen brandenburgischen Bodengesellschaft. Im September 1998 wurde sodann ein in Brandenburg befindliches Areal von der Landesregierung erworben. Dieses 580 Hektar große Gelände befindet sich bei Briesen/Brand, einem südlichen Ortsteil der Gemeinde Halbe, im Landkreis Dahme-Spreewald, etwa 60 Kilometer südlich des Zentrums und etwa 35 Kilometer südlich der Stadtgrenze von Berlin.
Das Areal, bis dato als Flugplatz Brand bekannt, wurde schon zu Zeiten des Zweiten Weltkriegs für die Luftwaffe der Wehrmacht erschlossen. Nach dem Krieg erfolgte eine Weiternutzung und ein Ausbau durch die Luftstreitkräfte der Roten Armee. Verwendet wurde der Flughafen mit seinen drei Landebahnen bis zum Abzug der sowjetischen Streitkräfte im Jahr 1990. Die Übergabe an die deutsche Verwaltung erfolgte im Jahr 1992.
Im April 1998 verkündete der CargoLifter-Vorstandsvorsitzende Carl von Gablenz der Presse, dass von den Hausbanken die Zusagen für Finanzierung des Areals und die Bebauung vorlägen. Obgleich der Kaufvertrag für das Gelände zu dem Zeitpunkt noch gar nicht unterschrieben war, wurde am ersten Maiwochenende 1998 der erste Spatenstich für den Bau der Werfthalle während eines vom Unternehmen veranstalteten Volksfests getätigt, sowie der bevorstehende Erhalt der Baugenehmigung und der Baubeginn der Halle für Mitte Mai angekündigt.
Tatsächlich wurde mit den Bauarbeiten jedoch erst ein Jahr später im März 1999 begonnen.
Nach Unterzeichnung des Kaufvertrages im August 1998 begann CargoLifter zunächst das Gelände zu erschließen. Insbesondere mussten sowjetische Altlasten entsorgt, Teile der ehemaligen Kasernen abgerissen und weitere Elemente der verbliebenen Militärinfrastruktur rückgebaut werden. Zunächst erhalten blieben 39 alte Flugzeug-Shelter, die mit neuen Torsystemen ausgestattet wurden und teils als Lager verwendet wurden. Zwei dieser Shelter wurden später zum Besucherzentrum und IT-Serverraum ausgebaut und dementsprechend verwendet.
Die nördliche Start- und Landebahn des Areals wurde abgerissen. Die frei gewordene Fläche diente hierbei nicht nur als Ausgleichsfläche für den geplanten Hallenbau, vielmehr wurde der zerkleinerte Beton dieser Bahn als Unterbau für den Hangarbau verwendet.
Im Sommer des Jahres 1999 wurde nach 24 Entwurfsrunden der Masterplan für den Luftschiffhallenbau festgeschrieben, sodass mit den Bauarbeiten tatsächlich begonnen wurde. Mitte Oktober 1999 war der erste von fünf Bögen der Halle aufgebaut, was das Unternehmen mit einem als “Bogenfest” bezeichneten Richtfest und 25.000 Besuchern feierte.
Im Mai 2000 startete die Eindeckung der 40.000 m² großen Hallenmembrane, wozu 120 Industriekletterer eingesetzt wurden. Erstmals regendicht abgeschlossen war die Halle im September 2000, nachdem sowohl die Membrane als auch die Hallentore installiert worden waren. Die Fertigstellung des letzten Hallentores wurde dabei durch das Unternehmen mit einem als „Torfest“ bezeichneten Festakt gefeiert.
Die Bauarbeiten an der Luftschiffwerft wurden im November 2000 abgeschlossen, was das Unternehmen mit zwei groß angelegten Veranstaltungen feierte. Neben einer Veranstaltung für geladene Gäste aus Industrie und Politik wurde in einer Samstagsabendveranstaltung Ende November auch die Öffentlichkeit in die Halle gelassen. Trotz Eintrittspreisen von 150 DM für Unternehmensfremde und 120 DM für Aktionäre, nahmen an dieser Veranstaltung rund 10.000 Besucher teil.

### Architektur und Konstruktion der Werfthalle
Die Werfthalle wurde ursprünglich für die gleichzeitige Produktion oder Wartung von zwei CL-160-Luftschiffen konzipiert. Für den Ein- und Aushallvorgang von fertigen oder zur Wartung anstehenden Luftschiffen wurde an den Stirnseiten der Halle Schalentore in viertelkreisförmiger Dimension angebracht. Möglichen Verformungen wird durch Tordichtungen in Federblatt-Konstruktion vorgebeugt, die jeweils 150 m Länge aufweisen. Ein Öffnungsvorgang der Tore bei auf der Halle aufliegender Schneelast bleibt untersagt, da hierbei zu starke Verformungen der Tore auftreten könnten.

#### Architekten und Baukonsortien
Der Bau des Luftschiffhangars und die Bebauung des Areals wurden von der SIAT GmbH & Co. KG geplant, einem ehemaligen Architekturbüro und Tochterunternehmen der Siemens AG. Technisch realisiert wurde die Konstruktion des Hallenbaus durch ein Baukonsortium unter der Federführung des Berliner Büros der Hochtief AG. Weitere an dem Konsortium beteiligte Unternehmen waren beispielsweise die DSD Dillinger Stahlbau sowie die Max Bögl Bauunternehmung.

#### Daten und Zahlen
| Kenngröße                            | Daten                 |
| ------------------------------------ | --------------------- |
| Baubeginn:                           | März 1999             |
| Fertigstellung:                      | November 2000         |
| Baukosten:                           | 150 Mio. DM           |
| Öffentliche Förderung der Baukosten: | 39,4 Mio. Euro        |
| Grundstücksgröße:                    | 520 ha                |
| Länge / Breite / Höhe:               | 360 m / 210 m / 107 m |
| Brutto-Grundfläche Hangar:           | 66.000 m²             |
| Brutto-Grundfläche Sockelzone:       | 6.300 m²              |
| Umbauter Raum:                       | 5,5 Mio. m³           |
| Verbauter Stahl:                     | 14.500 t              |
| Verbauter Beton/Stahlbeton:          | 40.000 m³             |
| Membrane:                            | 40.000 m²             |
| Torverkleidung:                      | 60.000 m²             |
| Verglasung/Glasfassade:              | 11.000 m²             |

#### Kritik
An dem Gebäude und seiner technischen Spezifikation wurde Kritik geäußert:
- Einerseits wird angeführt, dass während der Planung und Ausgestaltung missachtet wurde, dass die Schalentore eine zu große Fläche im Vergleich zur Grundfläche einnehmen würden. Während zwar die Grundfläche unterhalb der Schalentore als Produktionsfläche für die Luftschiffe angedacht worden war, fehlte die Möglichkeit, Seilzüge oberhalb dieser Fläche zu installieren. Diese Seilzüge wären jedoch für die Konstruktion eines Luftschiffs notwendig gewesen.
- Durch die Integration von Bürofläche in die angedachte Produktionsstätte innerhalb des Hangars entstanden zu viele regulatorische Hürden; insbesondere gab es verschiedene Regularien für die Temperaturregelung innerhalb des Hangars.

#### Wissenswerte Kleinigkeiten
- Die Luftschiffhalle ist die größte freitragende Halle weltweit. Fünf 200 m lange Stahlbögen spannen die halbzylindrische geformte Halle stützenfrei auf.[238]
- Die Luftschiffhalle wurde aus Arbeitsschutzgründen mit einer 136 km langen Fußbodenheizung versehen, wodurch permanent eine Durchschnittstemperatur von mindestens 18 Grad Celsius sichergestellt werden kann.[255]
- Der Bau der Luftschiffhalle wurde mit öffentlichen Fördermitteln in Höhe von 39,4 Mio. Euro bezuschusst. Diese Investitionszuschüsse kamen aus Mitteln der Gemeinschaftsaufgabe Verbesserung der regionalen Wirtschaftsstruktur (GA) und waren an die dauerhafte Schaffung von 239 Vollzeitarbeitsplätzen innerhalb der brandenburgischen Regionen geknüpft.[252]
- Mitte Oktober 2000 wurde das Unternehmen Corus Bausysteme mit dem Aluminium Award-Industriepreis für ihre Arbeit an dem Hangar ausgezeichnet. Der Preis wurde vom Aluminium Zentrum der Niederlande jährlich vergeben.[256]

### Weitere Gebäude auf dem Areal
Neben der Werfthalle wurden auf dem Standort noch weitere Gebäude errichtet. Zentral dienten diese dem geplanten Geschäftszweck CargoLifters, der Entwicklung und Konstruktion und dem späteren Betrieb von Lastenluftschiffen.
- Airship Design Center 1
  - Bei diesem Bau handelte es sich um das erste auf dem Areal fertiggestellte Gebäude.
  - Jahr der Fertigstellung: 1998.
  - Konstruktion aus Baucontainern.
  - Spätere Verwendung als Cafeteria.

- Lighter than Air Academy
  - Als Büroeinheiten konzipierte und genutzte Gebäude.
  - Konstruktion in Modulbauweise, so dass sich einzelne Gebäude zu größeren Strukturen zusammenfassen ließen.
  - Brutto-Grundfläche je Modul: 760 m².
  - Bruttorauminhalt je Modul: 3.000 m³.
  - Planungszeit: April–August 1999.
  - Bauzeit: Oktober 1999 – Februar 2000.
  - Baukosten: 1,2 Mio. DM.
- Besucherzentrum
  - Umbau und Erweiterung eines ehemaligen sowjetischen Flugzeugshelters zu einem Besucherzentrum. Als erster Baustein des Zentrums wurde der ehemalige Shelter 34 umgebaut.[258]
  - Brutto-Grundfläche: 1.300 m²
  - Bruttorauminhalt 10.200 m³
  - Planungszeit: April–August 1999.
  - Bauzeit: Oktober 1999 – März 2000.
  - Baukosten: 2,7 Mio. DM.

- Energiezentrale
  - Blockheizkraftwerk zur Energieversorgung des Areals.
  - Brutto-Grundfläche: 1.440 m².
  - Bruttorauminhalt: 7.800 m³.
  - Planungszeit: Februar–Dezember 1999.
  - Bauzeit: Januar–November 2000.
  - Baukosten: 2,3 Mio. DM.

Über diese tatsächlich gebauten Gebäude hinweg sah der Master-Bebauungsplan des Areals vor, zwei Ankermasten für Luftschiffe zu konstruieren. Durch die Insolvenz des Unternehmens und die niemals aufgenommene Produktion von Luftschiffen wurde die Konstruktion dieser jedoch nie in Angriff genommen.
Am 11. Juni 2003 wurde die Werfthalle für 17,5 Millionen Euro an den Tanjong-Konzern aus Malaysia verkauft, der vom Land Brandenburg 10 Millionen als Subvention erhielt und das Gebäude daraufhin zu einem tropischen Freizeitpark umwidmete.

## Aktionärsverein
Die Initiative Zukunft in Brand e. V. (IZiB)
ist eine im Jahr 2003 von CargoLifter-Aktionären gegründete Interessengemeinschaft, die sich für den Erhalt des Unternehmens und die Interessen der Aktionäre einsetzt. Ein wesentliches Ziel des Vereins ist es, Rechte und Interessen von Cargolifter-Aktionären zu verteidigen. Darüber hinaus soll der Fortbestand der Leichter-als-Luft-Technologie aktiv unterstützt werden.

## Ähnliche Projekte
- Aeroscraft ist der Name eines Transportluftschiff-Projekts des US-amerikanischen Unternehmens Aeros Corporation.
- A-NSE (Aero-Nautic Services & Engineering), französisches Luftfahrt-Unternehmen[261]

### Wissenschaftliche Veröffentlichungen
1997
- Hans A. Wüthrich, Andreas F. Philipp, Martin H. Frentz: Fallstudie V: CargoLifter. In: Hans A. Wüthrich, Andreas F. Philipp, Martin H. Frentz: Vorsprung durch Virtualisierung: Lernen von virtuellen Pionierunternehmen. Gabler, Wiesbaden 1997, ISBN 3-409-18964-5, S. 176–190.

1999
- Christoph Loch, Arnd Huchzermeier: CargoLifter AG. Insead-Fallstudie 1999.

2002
- Alexander Glock: Technisch-wirtschaftliche Untersuchung luftschiffbasierter Schwerlastlogistik im Bauwesen. VDI-Verlag, Düsseldorf 2002, ISBN 3-18-318304-8.
- Willi Hallmann: Ballone und Luftschiffe im Wandel der Zeit: Von der Montgolfiere zum CargoLifter. Heel, Königswinter 2002, ISBN 3-89880-013-X.

2004
- Karl Bangert: Untersuchungen zum Einsatz von mit Seilen geführten Lastballon-Kransystemen (LTA-Kran-Systeme) im Bauwesen. Mensch-und-Buch-Verlag, Berlin 2004, ISBN 3-89820-813-3.

2005
- Mirko Titze: Probleme einer strategischen Handelspolitik: Eine Untersuchung am Beispiel der CargoLifter AG. Deutscher Universitätsverlag, Wiesbaden 2005, ISBN 3-8244-0835-X.
- Florian Windischbauer, Jacque Richardson: Is there another chance for lighter-than-air vehicles? In: Foresight. Band 7, Nr. 2, 2005, S. 54–65.

2007
- Giles Camplin: Rediscovering the Arcane Science of Ground Handling Large Airships. Unveröffentlichte Dissertation, City University London 2007.

2009
- Kristin Bartsch, J.-M. Roß: CargoLifter – Ein Misserfolg mit schlummerndem Technologiepotential? In: J.H. Fisch, J.-M. Roß (Hrsg.): Fallstudien zum Innovationsmanagement: Konzepte und Methoden zur Lösung von Problemen aus der Unternehmenspraxis. Wiesbaden 2009, ISBN 978-3-8349-1047-9.
- Mirko Titze: Investitionszuschüsse nur bei Schaffung von Arbeitsplätzen? Schlussfolgerungen aus der Förderung eines Investitionsprojektes über die Gemeinschaftsaufgabe im Land Brandenburg. In: Zeitschrift für Wirtschaftspolitik, Band 58 (2), Lucius & Lucius, Stuttgart 2009, S. 171–188.

2010
- Manfred Griehl: Typenkompass Deutsche Luftschiffe seit 1871. Motorbuch Verlag, Stuttgart 2010, ISBN 978-3-613-03226-2, S. 116 f.

2012
- Philipp Hermanns: Organizational Hubris – Aufstieg und Fall einer Celebrity Firm am Beispiel der CargoLifter AG. Kölner Wissenschaftsverlag, Köln 2012, ISBN 978-3-942720-33-5. Auch als Open-Access-Version diss.fu-berlin.de.

### Unternehmenseigene Publikationen
- Anna Christine Bergmann: CargoLifter: Wie alles begann. CargoLifter AG, Berlin 2001.
- CL21 – Die CargoLifter-Werft. SIAT Architektur und Technik, München 2001, ISBN 3-00-007178-4.

### Sonstige Publikationen
- Florian Bolk, Cornelia Dörries: CargoLifter Brand (Die neuen Architekturführer Nr. 25). Stadtwandel Verlag, Berlin 2001, ISBN 3-933743-46-X.
- Thomas Luther: CargoLifter: Eine echte Luftnummer. In: Thomas Luther: Die 30 verhängnisvollsten Skandale der Finanzgeschichte. Moderne Industrie Verlag, Frankfurt am Main 2003, ISBN 3-478-25020-X, S. 128–132.
- Gerlinde Schuller, Claudia Weber: Making the Impossible Possible: The dream of flying. The dream of paradise. Map One, Amsterdam 2006, ISBN 90-810927-1-5.

## Filmdokumentationen
- Peter Bardehle, Franz Fitzke: Comeback der Luftschiffe. Erstausstrahlung am 18. September 2001, Norddeutscher Rundfunk.
- NDR Fernsehen, Panorama: Steuergelder für Sturzflug – Der Skandal um Cargolifter. Erstausstrahlung am 7. November 2002, ARD-Videothek.
- Peter Bardehle, Franz Fitzke: CargoLifter – die Luftnummer: Warum der CargoLifter abstürzte. Erstausstrahlung am 10. Februar 2003, Westdeutscher Rundfunk.
- Simplicissimus: CargoLifter: Das schlechteste Investment aller Zeiten auf YouTube, abgerufen am 10. März 2024 (Laufzeit: 20:41 min).